# Persecució de Dioclecià

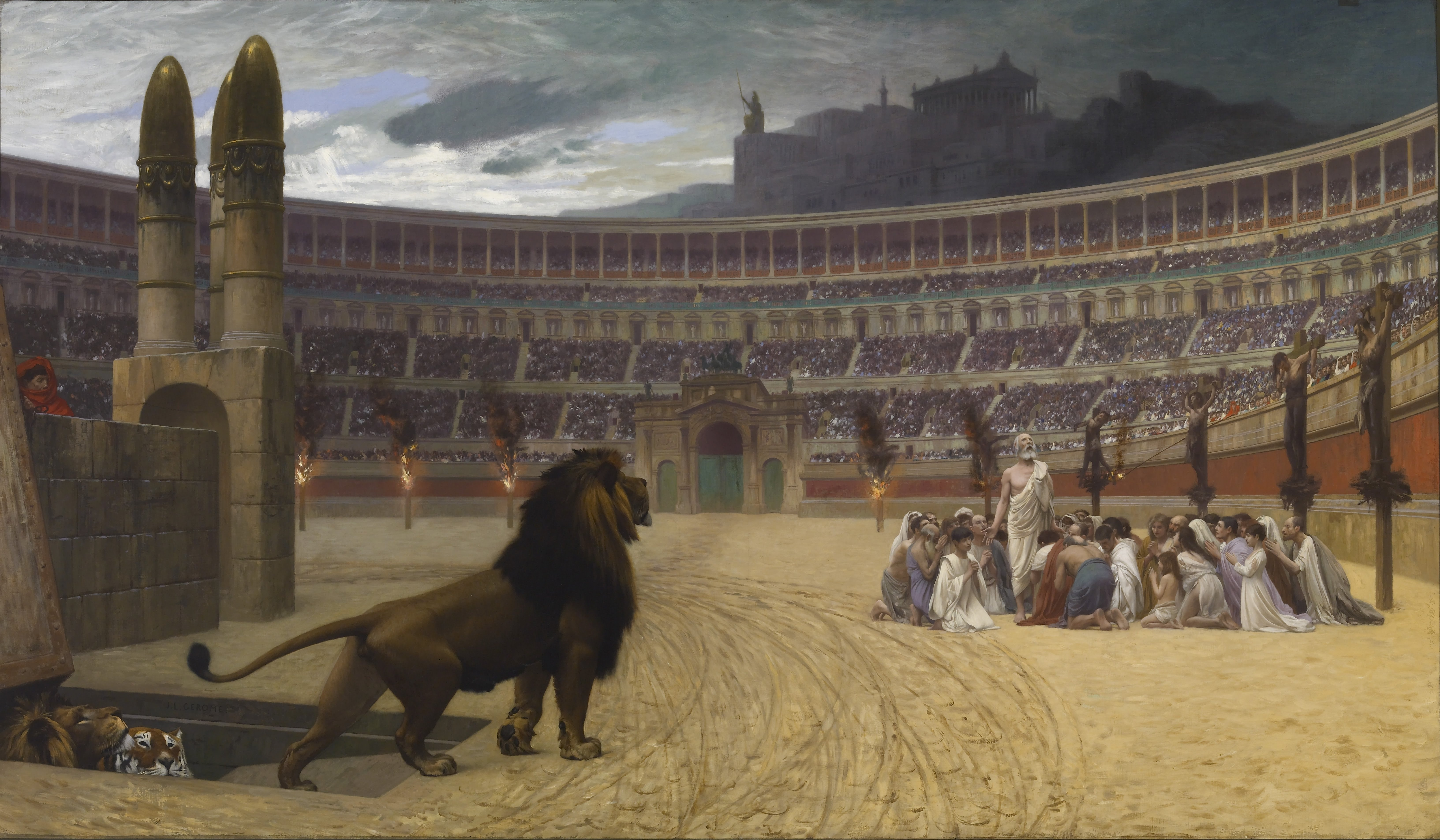
L'última oració dels màrtirs cristians, de Jean-Léon Gérôme (1883). La persecució de Dioclecià tenia l'únic objectiu de frenar la ràpida expansió del cristianisme, aquesta persecució fou la més violenta de totes.

La persecució de Dioclecià, també coneguda com a «Gran Persecució», fou la darrera i potser la més cruel persecució dels cristians a l'Imperi Romà. El 303 la tetrarquia formada pels augusti Dioclecià i Maximià i els cèsars Galeri i Constanci va emetre una sèrie d'edictes que abolien els drets legals dels cristians i exigien que acomplissin les pràctiques religioses tradicionals. Tot d'edictes posteriors s'enfocaren al clergat i demanaven sacrificis universals, ordenant a tots els habitants a realitzar sacrificis als déus. La persecució va variar en intensitat al llarg de l'imperi —les represàlies més febles foren a la Gàl·lia i a Britànnia, on únicament s'aplicà el primer edicte, mentre que les més violentes tingueren lloc a les províncies orientals. Tot i que les lleis persecutòries foren anul·lades per diferents emperadors en diferents èpoques, Constantí i l'Edicte de Milà de Licini han marcat tradicionalment la fi de la persecució dels cristians.
Els cristians eren considerats una amenaça per a les tradicions de l'Imperi Romà perquè rebutjaven les festivitats públiques, es negaven a practicar el culte imperial, no ocupaven càrrecs públics i eren obertament crítics amb les religions tradicionals. Si bé eren objecte de discriminació a nivell local a tot l'Imperi perquè se'ls considerava integrants d'una espècie de «societat secreta» de la qual sempre es sospitava, durant els dos primers segles de l'era cristiana cap emperador no va emetre lleis contra la fe o l'Església, sinó que la majoria de les persecucions foren dutes a terme per funcionaris del govern local. Cap a la dècada del 250, durant els regnats de Deci i Valerià, començaren a aprovar-se determinades lleis contra la pràctica del cristianisme. Aquest tipus de legislació obligava els cristians a realitzar sacrificis als déus pagans (acció vetada per llur religió), o, sinó, afrontar la presó i la pena de mort. Després de l'arribada al tron de Gal·liè el 260, un decret ordenà de manera temporal el cessament de la persecució, però quan pujà al tron Dioclecià el 284 es produí un canvi gradual en l'actitud oficial envers les minories religioses. Durant els primers quinze anys del seu regnat, Dioclecià purgà l'exèrcit de cristians, condemnà els maniqueus a mort, i es feu envoltar per un seguici d'oponents públics al cristianisme. La preferència de Dioclecià per un govern ferm combinada amb la imatge de restaurador del passat gloriós de Roma que va voler transmetre propicià la més profunda persecució de la història de Roma. Al voltant del 302 Galeri, pagà devot, pressionà Dioclecià per començar una persecució general dels cristians. Després de consultar l'oracle de Delfos, la seva resposta fou entesa com un suport a la posició de Galeri i el 303 començà la persecució a nivell general.
La persecució es concretà en la promulgació de quatre edictes successius que marcaren el ritme i les accions empreses en contra de l'Església. Així mateix, el rigor amb què cadascuna d'aquestes mesures foren aplicades varià en intensitat al llarg de l'Imperi, amb més violència als territoris orientals, governats per Dioclecià i Galeri, i menys intensitat a les terres governades per Constanci. El seu fill, Constantí, després de ser proclamat august el 306, acabà amb les persecucions als territoris que governava i oferí als cristians la restitució completa de tot allò que havien perdut. Aquell mateix any, a Itàlia, l'usurpador Maxenci desplaçà el successor de Maximià, Sever, bo i prometent una total tolerància religiosa. Galeri donà per acabada la persecució a Orient el 311, però fou represa a Egipte, Palestina i a l'Àsia Menor pel seu successor, Maximí Daia. Constantí i Licini, el successor de Sever, signaren l'«Edicte de Milà» el 313, que oferia una acceptació més profunda i comprensiva del cristianisme del que proposava l'edicte de Galeri. Quan Licini va vèncer Maximí el 313 va posar fi definitivament a la persecució a Orient.
La persecució, però, no aconseguí aturar el creixement de l'església cristiana. El 324, Constantí era l'únic governant de l'Imperi i el cristianisme s'havia convertit en la seva religió predilecta. Tot i que la persecució va tenir com a resultat la mort —d'acord amb estimacions actuals— d'entre 3.000 i 3.500 cristians, així com la tortura, empresonament o desterrament de molta altra gent, la majoria dels cristians van evitar el càstig. La persecució causà, nogensmenys, que moltes esglésies quedessin dividides entre aquells que havien acomplert amb les imposicions imperials (els traditores) i aquells que s'havien mantingut «purs». Alguns cismes, com el dels donatistes al nord d'Àfrica (que no es reconciliaren amb l'església catòlica fins després del 411) i els malecians a Egipte, persistiren molt de temps després de les persecucions. Durant els segles posteriors, alguns cristians crearen un «culte als màrtirs» i exageraren les barbaritats de l'era de les persecucions. Aquestes narracions foren criticades des de l'època de la Il·lustració i posteriorment per historiadors com Edward Gibbon. Diversos historiadors moderns com Geoffrey de Sainte Croix, han intentat determinar si les fonts cristianes exageraren l'abast de la persecució de Dioclecià.

## Context

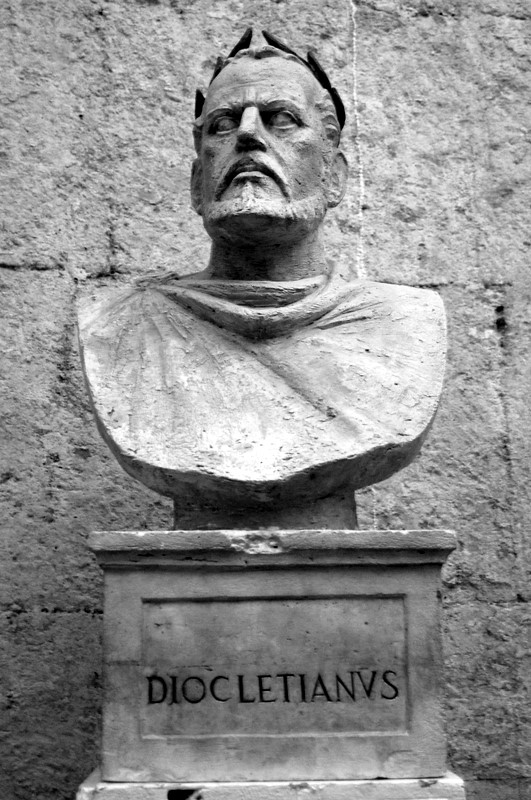
La persecució de Dioclecià no aconseguí el seu objectiu de destruir la comunitat cristiana i a partir de l'any 324, sota el govern de Constantí I, el cristianisme esdevingué la religió dominant de l'Imperi. Tanmateix, les reformes de Dioclecià canviaren de forma fonamental l'estructura del govern imperial i ajudaren a estabilitzar-lo econòmicament i militar.

### Persecucions prèvies
Des de la seva primera aparició fins a la seva legalització sota el govern de Constantí, el cristianisme fou una religió il·legal a instàncies de l'estat romà. Durant els seus dos primers segles d'existència, el cristianisme i els seus practicants foren impopulars entre la societat en general. D'aquesta manera, els cristians eren sempre sospitosos, membres d'una «societat secreta» que es comunicaven a través de codis privats i es mantenien al marge de l'esfera pública. La causa de les primeres persecucions fou l'hostilitat popular, la ira de la massa, no les accions legals. El 177, a Lió, només la intervenció de les autoritats civils va aturar una host pagana que treia els cristians de casa seva per matar-los. El governador de Bitínia-Pontus, Plini, va rebre nombroses llistes de denúncies per part de ciutadans anònims, que l'emperador Trajà va recomanar-li d'ignorar.
Per als seguidors dels cultes tradicionals, els cristians eren criatures estranyes: ni del tot romans ni del tot bàrbars. Llurs pràctiques amenaçaven profundament els costums tradicionals: els cristians rebutjaven les festivitats públiques, es negaven a prendre part del culte imperial, evitaven els càrrecs públics i criticaven obertament les tradicions antigues. Les converses dividien famílies: Justí el Màrtir parla d'un home pagà que denuncià la seva dona cristiana i Tertul·lià de fills que foren desheretats per convertir-se al cristianisme. La religió tradicional romana estava íntimament unida al teixit de la societat i de l'Imperi Romà, però els cristians es negaven a observar-ne les pràctiques. En paraules de Tàcit, els cristians mostraven «odi envers la raça humana» (odium generis humani), tant que els més crèduls creien àdhuc que els cristians feien ús de la màgia negra per aconseguir objectius revolucionaris i que practicaven l'incest i el canibalisme.
Tot i això, durant els dos primers segles de l'era cristiana cap emperador no va emetre lleis contra llur fe o llur Església. Les persecucions que tingueren lloc durant aquella època es dugueren a terme sota l'autoritat dels propis funcionaris del govern local. Així doncs, a Bitínia-Pontus el 111, el governador imperial, Plini, fou el responsable de torturar cristians, mentre que a Esmirna (Izmir) el 156 i a Escíl·lium, prop de Cartago, el 180, l'encarregat fou el procònsol. Finalment, a Lió el 177 fou el governador de la província. Quan l'emperador Neró executà cristians per la seva suposada implicació en el Gran incendi de Roma del 64 es tractà d'un afer purament local que no s'estengué més enllà dels límits de la ciutat de Roma. Si bé aquestes primeres persecucions foren violentes, alhora foren esporàdiques, breus i d'un abast limitat, i no eren sinó una lleugera amenaça per al cristianisme en el seu conjunt. Nogensmenys, l'arbitrarietat de l'acció oficial feu que l'amenaça de la coacció de l'estat fos més important en la imaginació cristiana.
Al segle iii la situació canvià: els emperadors esdevingueren més hostils i els representants governamentals començaren a perseguir activament cristians, en comptes de respondre simplement a la voluntat de la massa. El cristianisme també havia canviat, els seus practicants ja no eren simplement les «classes baixes que fomentaven descontentament»; de fet, aleshores ja hi havia cristians rics o d'alt llinatge. Orígenes, en un escrit del 248, parla de «la multitud de persones convertint-se a la fe, àdhuc homes rics i persones amb posicions d'honor, i dames d'alt refinament i llinatge». La reacció oficial va créixer en fermesa. El 202, segons la Història Augusta (un text del segle iv de fiabilitat dubtosa), Septimi Sever (r. 193-211) publicà un reescripte general prohibint la conversió al judaisme o al cristianisme.  Maximí (r. 235-38), d'altra banda, tingué com a objectiu els líders cristians. Finalment, Deci (r. 249-51), exigint una mostra de suport a la fe, proclamà que tots els habitants de l'Imperi havien de realitzar sacrificis als déus, menjar carn sacrificada i que la realització d'aquests actes havia de quedar verificada per testimonis. Tot i això, els cristians eren obstinats quant al compliment de totes aquestes normes. Líders de l'església, com el bisbe de Roma Fabià i Babiles, bisbe d'Antioquia, foren detinguts i executats, com també laics com Pioni d'Esmirna. El teòleg cristià Orígenes fou torturat durant la persecució i morí aproximadament un any després a causa de les ferides.
La persecució de Deci fou un cop dur per a l'Església. A Cartago es produí una apostasia (renúncia de la fe) massiva. A Esmirna, el bisbe Euctemon realitzà els sacrificis establerts i animà els altres a fer-los també. A causa que l'Església era en gran part urbana, hauria d'haver estat fàcil identificar, aïllar i destruir-ne la jerarquia. Tanmateix, això no va ocórrer. El juny del 251 Deci morí en una batalla, deixant incompleta la seva persecució. Les persecucions no continuaren almenys durant els següents sis anys, permetent així que l'Església reprengués algunes de les seves funcions. Valerià, amic de Deci, va prendre el comandament imperial el 253. Tot i que es va creure en primera instància que era un «excepcional amic» dels cristians, les seves accions aviat van demostrar el contrari. El juliol del 257 proclamà un nou edicte persecutori: com a càstig per seguir la fe cristiana, tots aquells que professessin aquesta fe havien d'afrontar l'exili o la condemna a treballs forçats a les mines. L'agost del 258 va emetre un segon edicte, fent que el càstig fos la mort. Això no obstant, aquesta persecució va veure's aturada el juny del 260 quan Valerià fou capturat en una batalla i fou executat. El seu fill Gal·liè (r. 260-68) finalitzà la persecució inaugurant una «petita pau de l'Església». Aquesta pau no va veure's pertorbada, tret d'algunes persecucions aïllades i ocasionals, fins que Dioclecià es convertí en emperador.

### La persecució i la ideologia de la tetrarquia
Dioclecià, que fou proclamat emperador el 20 de novembre del 284, era conservador en matèria de religió, seguidor del culte romà tradicional. A diferència d'Aurelià (r. 270-75), Dioclecià no adoptà cap nou culte, de fet, va preferir sempre els déus més antics, és a dir, les deïtats olímpiques. No obstant això, sí que va pretendre inspirar un ressorgiment religiós a nivell general. Com a panegirista de Maximià, declarà: «Has lloat els déus amb altars i estàtues, temples i ofrenes, que vares dedicar amb el teu propi nom i imatge, la santedat del qual augmenta amb l'exemple que vares donar de veneració als déus. Segurament, els homes entenen ara quin poder resideix en els déus, quan els vares adorar amb tanta fervor». Com a part dels seus plans de ressorgiment, Dioclecià invertí en edificacions de tipus religiós. Un quart de totes les inscripcions que fan referència a reparacions dels temples del nord d'Àfrica entre el 276 i el 395 daten del seu regnat. Dioclecià associà la seva imatge amb la del líder del panteó romà, Júpiter, mentre que el seu coemperador Maximià s'associà a la d'Hèracles. Aquesta connexió entre déu i emperador ajudà a legitimar les demandes de poder dels emperadors i a unir estretament el govern imperial i el culte tradicional.
Dioclecià no afavorí només Júpiter i Hèracles, atès que hauria suposat un canvi dràstic en la tradició pagana. Per exemple, Elagàbal havia intentat fomentar el seu propi déu, deixant de banda la resta, i fracassà estrepitosament; construí temples a Isis i a Serapis a Roma i un temple de Sol Invictus a Itàlia. Dioclecià, en canvi, afavorí els déus que proveïen seguretat a tot l'Imperi, en compte de les deïtats locals de les províncies. A Àfrica, el resorgiment de Dioclecià se centrà en Júpiter, Hèracles, Mercuri, Apol·lo i el culte imperial; el culte a Saturn, en canvi, fou un pèl abandonat. També en la iconografia imperial Júpiter i Hèracles apareixen pertot. El mateix patró de favoritisme afectà Egipte: les deïtats natives egípcies no van veure cap mena de resorgiment, ni s'utilitzà la sagrada escriptura jeroglífica en aquella època. La unitat de culte era un aspecte central en la política religiosa de Dioclecià.
Així com els seus predecessors Cèsar August i Trajà, Dioclecià es presentava com «el restaurador». Incitava el poble perquè el seu regnat i forma de govern, la tetrarquia (govern de quatre emperadors), fos vist com una renovació dels valors tradicionals romans i, després de l'anàrquic segle III, com un retorn a l'«Edat d'or de Roma». Amb aquesta visió, reforçà la preferència romana pels costums antics, així com l'oposició imperial a societats independents. Tanmateix, la figura de Dioclecià fou molt inusual per la seva postura activista envers el règim, la seva creença en què el poder d'un govern central podia impulsar grans canvis en la societat i en la moral. La majoria dels emperadors anteriors havien estat molt cauts en llurs polítiques administratives, i preferiren treballar sobre estructures preestablertes en comptes de reformular-les. En canvi, Dioclecià desitjava reformar tots els aspectes de la vida pública per adequar-los als seus objectius. Sota el seu govern, l'encunyació de monedes, la fiscalitat, l'arquitectura, el dret i la història foren radicalment reconstruïts per reflectir la seva ideologia tradicionalista i autoritària. La reforma del «teixit moral» de l'Imperi (i l'erradicació de les minories religioses) constituïa només un primer pas en aquest procés.
La posició única de cristians i jueus a l'Imperi començà a fer-se cada cop més evident. Els jueus havien aconseguit una certa tolerància imperial en atenció a la gran antiguitat de llur fe. Varen quedar al marge de la persecució de Deci, i continuaren gaudint de la mateixa situació durant les persecucions del govern tetràrquic. A causa que practicaven una nova i poc familiar fe que aleshores s'identificava de forma típica amb el judaisme, els cristians no tenien aquella excusa. A més a més, els cristians s'havien anat allunyant de llur herència jueva durant tota la història.
La persecució no fou l'única manifestació de la fervor moral de la tetrarquia. El 295 Dioclecià, o el seu cèsar Galeri, promulgà un edicte des de Damasc en què es prohibien els matrimonis incestuosos i s'afirmava la supremacia de les lleis romanes sobre la legislació local. El seu preàmbul insisteix que és tasca de tot emperador fer complir els preceptes sagrats de les lleis romanes, perquè «els mateixos déus immortals afavoriran i estaran en pau amb Roma […] si ens hem assegurat que tota persona subjecte a la nostra autoritat porti una vida pietosa, religiosa, pacífica i casta en tots els aspectes». Aquests principis, conduïts fins a les últimes conseqüències, requerien lògicament que els emperadors romans imposessin la conformitat religiosa.

### Suport públic

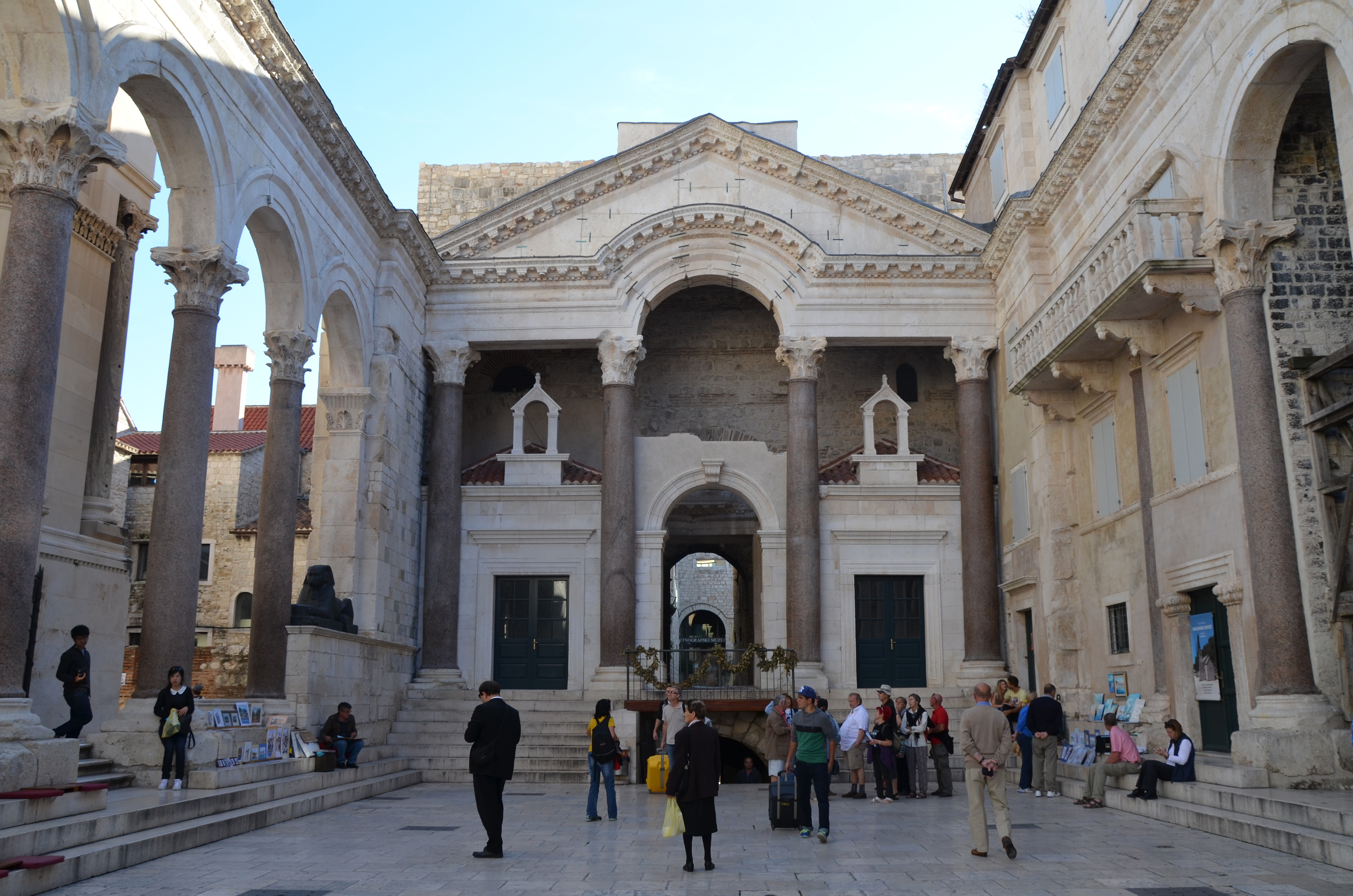
Vista del palau de Dioclecià.

Les comunitats cristianes van créixer ràpidament a moltes regions de l'Imperi (sobretot a les orientals) a partir de l'any 260, quan Gal·liè portà la pau momentània a l'Església. Les fonts per calcular les xifres de conversos són gairebé inexistents, tot i que la historiadora i sociòloga Keith Hopkins va donar estimacions aproximades i temptatives sobre la població cristiana del segle iii. Hopkins estima que la comunitat cristiana va créixer d'una població d'1,1 milions l'any 250 a una població de 6 milions l'any 300, prop del 10% de la població total de l'Imperi. La religió cristiana va estendre's fins i tot a les zones rurals, on mai abans no s'havia establert de forma important. A les acaballes del segle iii, les esglésies ja no eren tan discretes com ho havien estat durant els segles anteriors. De fet, grans esglésies destacaven en algunes de les ciutats més grans de l'Imperi. L'església de Nicomèdia, per exemple, s'edificà sobre un turó, per damunt del palau imperial. Aquestes noves esglésies probablement representaven no només el creixement absolut de la població cristiana, sinó també la prosperitat cada cop més gran de la comunitat cristiana. En algunes zones on els cristians eren influents, com al nord d'Àfrica i Egipte, les deïtats tradicionals van començar a perdre credibilitat.
No es coneix el suport que va haver-hi entre l'aristocràcia a les persecucions. Després de la pau de Gal·liè, els cristians van arribar a tenir alts càrrecs dins el govern romà. El mateix Dioclecià escollí diversos cristians per assumir destacades posicions governamentals, i la seva dona i filla van poder simpatitzar amb l'Església. Va haver-hi molts que desitjaven ser màrtirs, així com molts governadors provincials disposats a ignorar qualsevol edicte persecutori dels emperadors. Constanci mateix era conegut per desaprovar les polítiques de persecució. Les classes baixes tampoc no demostraren l'entusiasme que havien mostrat durant persecucions anteriors, i ja no creien en les acusacions calumnioses que foren tan populars en els segles i i ii. Potser, com l'historiador Timothy Barnes suggereix, perquè aleshores l'Església ja havia estat acceptada com una part més de la vida social.
D'altra banda, entre els més alts càrrecs de l'administració imperial va haver-hi homes que s'oposaven ideològicament a la tolerància envers els cristians, com el filòsof Porfiri i el governador de Bitínia, Sosià Hierocles. Per a Eric Robertson Dodds, la feina d'aquests homes demostrà «l'aliança dels intel·lectuals pagans amb l'ordre establert». Hierocles considerava que les creences cristianes eren absurdes: si els cristians apliquessin llurs propis principis de manera consistent resarien a Apol·loni de Tíana en comptes de Jesús de Natzaret. Els miracles d'Apol·loni havien estat molt més impressionants i Apol·loni no va tenir mai la temeritat d'autoproclamar-se «Déu». Les escriptures estaven plenes de «mentides i contradiccions»; Pere i Pau havien propagat només falsedats. A començament del segle iv, un filòsof no identificat publicà un pamflet atacant els cristians. Aquest personatge, que possiblement fou un deixeble del neoplatònic Iàmblic, era un convidat freqüent de la cort imperial. Dioclecià mateix estava envoltat d'un conjunt d'acòlits anticristians.
Porfiri tingué certa contenció en la seva crítica del cristianisme, almenys en les seves primeres obres, Sobre el retorn de l'ànima i Filosofia dels oracles. Tenia poques queixes envers Jesús, qui elogià com un individu sant i un home «humil». Als seguidors de Crist, tanmateix, els titllava d'«arrogants». Al voltant del 290, Porfiri escrigué una obra de quinze volums titulada Contra els cristians. En l'obra hi expressà la seva commoció per la ràpida expansió del cristianisme. També revisà les seves opinions anteriors sobre Jesús, i qüestionà l'exclusió que feia als rics de la possibilitat d'entrar al Regne dels Cels, i la seva permissivitat respecte dels dimonis que habiten en els cossos dels porcs. Així com Hierocles, comparà desfavorablement Jesús amb Apol·loni de Tíana. A més a més, sostingué que els cristians blasfemaven en adorar un ésser humà i no pas Déu Suprem, i que cometien un acte de traïció prohibint la pràctica del culte romà tradicional: «Quina mena de càstig no hauríem d'aplicar, en justícia, a qui és pròfug dels costums dels seus pares?».
Els sacerdots pagans també estaven interessats en la supressió de tota amenaça a la religió tradicional. El cristià Arnobi, que escrigué durant el regnat de Dioclecià, atribuïa raons financeres als prestataris de serveis pagans:
| « | Els augurs, els intèrprets de somnis, els endevins, els profetes i els seus fervents seguidors, sempre vans... per temor que les seves pròpies arts es reduïssin a no-res, i perquè poguessin extorsionar les escasses contribucions dels devots, ara poc i infreqüents, crident en alt: «Els déus estan desatesos, i als temples hi ha ara una presència molt pobra. Les antigues cerimònies estan exposades a la burla, i ritus antigament honrats d'institucions abans sagrades desapareixen sota les supersticions de noves religions.» | » |

Creien que la presència dels cristians pertorbava les seves cerimònies, es creia que ennuvolaven la vista dels oracles i entorpien el reconeixement dels déus als seus sacrificis.

## Primeres persecucions

### Cristians a l'exèrcit

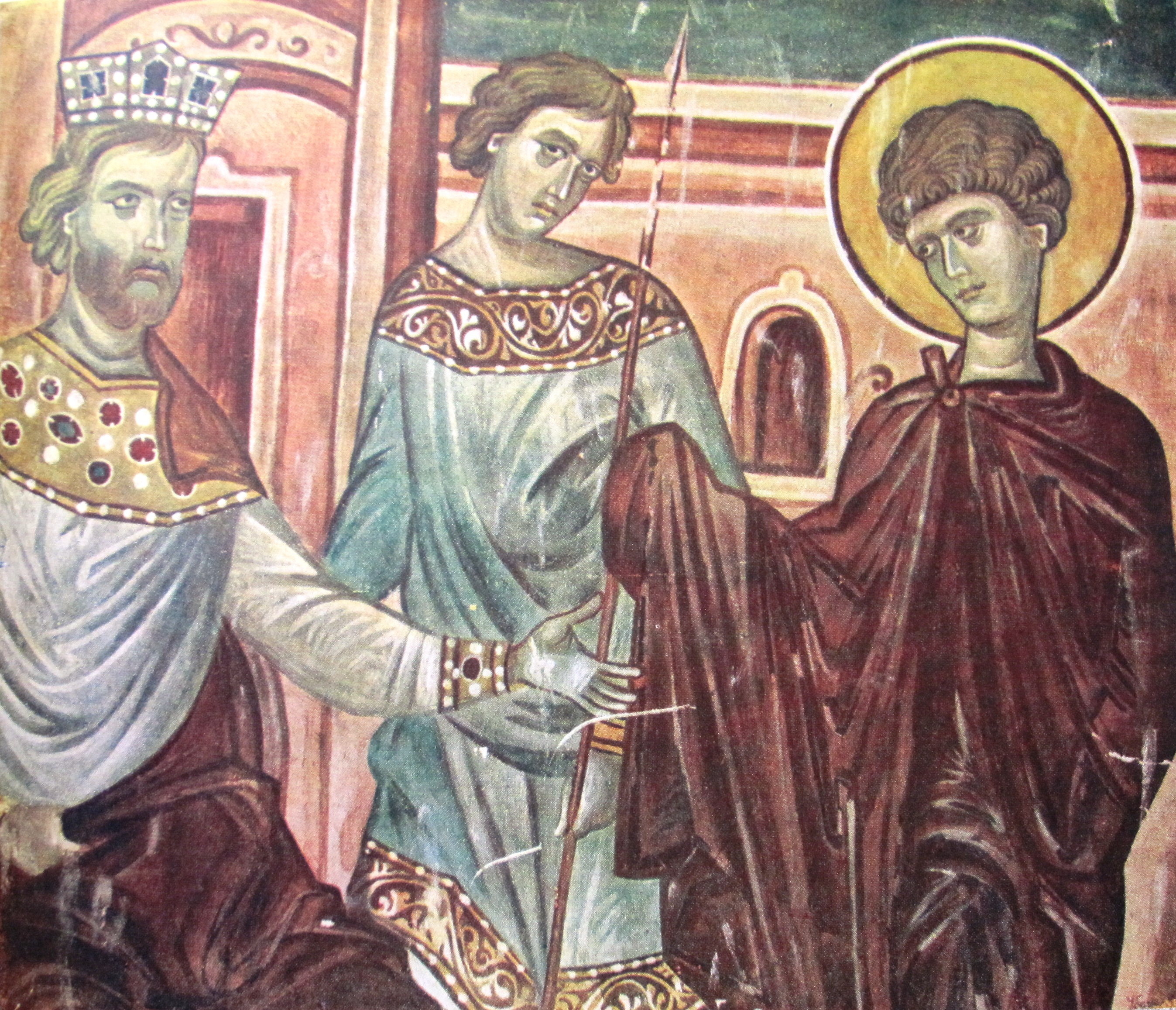
Sant Jordi davant de Dioclecià. Un mural que data del segle XIV d'Ubisi, Geòrgia. La tradició cristiana col·loca el martiri de Jordi, un oficial de l'exèrcit romà, en el regnat de Dioclecià.

En concloure les guerres romano-sassànides el 299, els coemperadors Dioclecià i Galeri viatjaren de Pèrsia a la ciutat d'Antioquia de l'Orontes, a la província romana de Síria. Lactanci narra que a Antioquia, en algun moment del 299, els emperadors realitzaren sacrificis i endevinacions com intent de predir el futur. Els arúspexs, lectors d'auguris en animals sacrificats, foren incapaços d'obtenir-ne una lectura clara i continuaren errant després de diversos intents. El mestre arúspex finalment va concloure que aquell error es devia a les interrupcions en el procés causades per homes profans. S'havia observat que alguns cristians a la casa imperial havien realitzat el senyal de la creu durant les cerimònies i, per tant, foren culpats d'haver interromput l'endevinació dels arúspexs. Dioclecià, enfurismat per aquests fets, declarà que tots els membres de la cort havien de realitzar un sacrifici per si mateixos. Dioclecià i Galeri enviaren cartes als comandaments militars, exigint-los que tot l'exèrcit realitzés sacrificis sota pena d'expulsió.
Eusebi de Cesarea, un historiador eclesiàstic de l'època, narra una història semblant: els comandants foren ordenats de fer escollir a les seves tropes entre el sacrifici o la pèrdua del rang. Les condicions eren dures —els soldats podien perdre la seva carrera en l'exèrcit, la seva pensió estatal i els seus estalvis personals— però no fatals. Segons Eusebi, la purga fou molt reeixida, malgrat que s'equivoca en els aspectes tècnics dels fets i la seva caracterització de l'abast de l'apostasia queda ambigu. Eusebi atribueix també la iniciativa de la purga a Galeri, més que no pas a Dioclecià.
L'historiador Peter Davies suposa que Eusebi es refereix al mateix acte que Lactanci, però que va tenir coneixement dels fets a través de rumors i no sabia res de la discussió suscitada durant la cerimònia religiosa privada de l'emperador, a la qual Lactanci va tenir accés. Atès que fou l'exèrcit de Galeri el purgat —Dioclecià havia deixat el seu a Egipte per sufocar una revolta—, els habitants d'Antioquia haurien cregut comprensiblement que Galeri era l'instigador. L'historiador David Woods opina, en canvi, que Eusebi i Lactanci es referien a dos fets completament diferents; segons ell, Eusebi descriu el començament de la purga de l'exèrcit a Palestina, mentre que Lactanci descriu esdeveniments ocorreguts a la cort. Woods afirma a més a més que el passatge a la Crònica, d'Eusebi, fou corromput en la seva traducció al llatí, i que el text d'Eusebi situava originàriament els inicis de la persecució de l'exèrcit en una fortalesa a Betthorus (avui dia Jordània).
Eusebi, Lactanci i Constantí coincideixen en al·legar que Galeri fou el principal impulsor de la purga militar, així com el seu principal beneficiari. Dioclecià, tot i el seu conservadorisme religiós, encara tendia a la tolerància religiosa. Galeri, tanmateix, era un pagà devot i apassionat. D'acord amb les fonts cristianes, ell era el principal defensor de la persecució. A més a més, desitjava explotar aquesta postura en el seu propi benefici polític. Essent l'emperador de menys rang, Galeri sempre era llistat l'últim en documents imperials. De fet, fins a la fi de la guerra el 299, no obtingué un palau propi. Lactanci constata que Galeri anhelava aconseguir un rang més alt en la jerarquia imperial. La mare de Galeri, Ròmula, era una anticristiana convençuda, havia estat sacerdotessa pagana a Dàcia i odiava els cristians perquè es negaven a participar de les seves festivitats. Prestigiós i influent després de les seves victòries en la guerra, Galeri podria haver desitjat compensar la seva humiliació prèvia a Antioquia, quan Dioclecià l'obligà a caminar davant la caravana imperial en comptes d'anar a l'interior. El seu ressentiment alimentà el seu descontentament envers les polítiques oficials de tolerància; des del 302 és probable que instés Dioclecià a promulgar una llei general contra els cristians. Com que Dioclecià ja estava envoltat per un cercle de consellers anticristians, els seus suggeriments es van rebre amb encara més força.

### Persecució dels maniqueus
La situació va calmar-se després de la persecució inicial. Durant els tres anys següents Dioclecià va romandre a Antioquia. Vistià Egipte un cop, durant l'hivern de 301-302, on començà el repartiment de gra a Alexandria. Durant la seva estada, alguns maniqueus, seguidors del profeta Mani, foren denunciats en presència del procònsol d'Àfrica. El 31 de març del 302, en un rescripte d'Alexandria, Dioclecià, després de consultar-ho amb el procònsol d'Egipte, ordenà que els líders maniqueus fossin cremats vius amb les seves escriptures. Aquesta vegada fou la primera que una persecució imperial implicava la destrucció de texts sagrats. Els maniqueus de poc estatus social havien de ser executats, els d'alt estatus social foren enviats a treballar a les pedreres de Proconès (illa de Màrmara) o a les mines de Paneas. Tota propietat maniquea havia de ser confiscada i dipositada en la tresoreria imperial.
Dioclecià trobà molts motius d'ofensa en la religió maniquea. La seva defensa dels cultes romans tradicionals va impulsar-lo a fer servir el llenguatge de la fervor religiosa. El procònsol d'Àfrica envià a Dioclecià un ansiós informe sobre els maniqueus. A finals de març del 302, Dioclecià va respondre: els maniqueus «han establert noves i fins ara desconegudes sectes en oposició als credos antics per poder expulsar les doctrines que ens han estat concedides en el passat pel favor diví, en benefici de la seva pròpia depravada doctrina». Continuà dient «[…] la nostra por és que amb el pas del temps, ells procuraran... infectar... tot el nostre imperi... com el verí d'una serp maligna. Les religions antigues no han de ser criticades per les noves».

### Dioclecià i Galeri, 302-303
Dioclecià era a Antioquia la tardor del 302 quan va tenir lloc la següent instància de la persecució. El diaca Romà de Cesarea visità la cort mentre s'efectuaven sacrificis preliminars i va interrompre la cerimònia, tot denunciant l'acte en veu alta. Fou arrestat i condemnat a morir en una foguera, però Dioclecià revocà la decisió i ordenà en canvi que li tallessin la llengua. Romà fou executat el 17 de novembre del 303. L'audàcia d'aquest cristià va disgustar Dioclecià, que abandonà la ciutat i anà a Nicomèdia per passar l'hivern acompanyat de Galeri.
Amb el pas dels anys, el didacticisme religiós i moral dels emperadors arribava a nivells febrils, a instàncies d'un oracle, arribaria al seu punt culminant. Segons Lactanci, mentre es trobava a Nicomèdia el 302 Dioclecià i Galeri entraren en una discussió sobre quina política imperial s'havia de prendre envers els cristians. Dioclecià argumentà que vetar als cristians la participació en la burocràcia i en l'exèrcit seria prou per apaivagar els déus, mentre que Galeri cercava exterminar-los. Tractaren de resoldre llur disputa mitjançant l'enviament d'un missatger per consultar l'oracle d'Apol·lo a Brankídia. Quan en va tornar, el missatger digué a la cort que «els justos sobre la terra» dificultaven l'habilitat d'Apol·lo per parlar. Membres de la cort de Dioclecià l'informaren que aquells «justos» només podien ser els cristians de l'imperi. A instàncies de la cort, Dioclecià accedí a les demandes d'una persecució universal.

## La gran persecució

### Primer edicte
El 23 de febrer del 303, Dioclecià ordenà que la recentment construïda església cristiana a Nicomèdia fos destruïda, les seves escriptures cremades i els seus tresors confiscats. El 23 de febrer era la festa de Terminàlia, en honor de Terminus, el déu de les fronteres. Fou el dia escollit per acabar amb el cristianisme. L'endemà, Dioclecià publicà l'Edicte contra els cristians. Els principals objectius de la norma eren, com ho havien estat durant la persecució de Valerià, la propietat cristiana i l'alt clergat. El decret ordenà la destrucció de les escriptures cristianes, dels llibres litúrgics i dels llocs de culte a tot l'Imperi, i prohibí als cristians reunir-se per celebrar llur culte. Els senadors, equites, decurions, veterans i soldats cristians foren desproveïts de llurs rangs, i els lliberts imperials tornaren a ser esclavitzats.
Dioclecià demanà que l'edicte s'exercís «sense vessar sang», contra les exigències de Galeri que tots els que es neguessin a fer els sacrificis obligatoris fossin condemnats a ser cremats vius. En qualsevol cas, i tot i la sol·licitud de Dioclecià, els jutges locals sovint aplicaven execucions durant la persecució, atès que la pena capital era un dels seus poders discrecionals. La recomanació de Galeri —cremar vius els cristians— esdevingué un mètode comú d'execució dels cristians a Orient. Després que l'edicte fos publicat a Nicomèdia, un home anomenat Eurius va agafar-lo i l'estripà, cridant «aquí són els teus triomfs gòtics i sàrmates». Fou arrestat per traïció, torturat i cremat viu poc després; així esdevingué el primer màrtir de l'edicte. Les mesures de l'edicte foren conegudes i imposades a Palestina el març o abril (abans de Pasqua), i estava essent aplicat pels càrrecs oficials locals a l'Àfrica del Nord entre maig i juny. El primer màrtir de Cesarea fou executat el 7 de juny; l'edicte entrà en vigor a Creta a partir del 19 de maig. El primer edicte fou l'únic edicte legalment obligatori a l'Oest, mentre que a l'Est es desenvolupà progressivament una legislació cada cop més dura.

### Segon, tercer i quart edicte
L'estiu del 303, després d'una sèrie de rebel·lions a Malatya (actual Turquia) i Síria, es feu públic un segon edicte que ordenava l'arrest i l'empresonament de tots els bisbes i sacerdots. En opinió de l'historiador Roger Rees, no hi havia cap necessitat racional per fer aquest segon edicte: que Dioclecià l'emetés indica que o bé no tenia coneixement de l'aplicació del primer edicte, o bé pensava que no s'estava aplicant amb la rapidesa que caldria. Després de la publicació del segon decret, les presons van tornar a omplir-se —el subdesenvolupat sistema penitenciari de l'època no podia mantenir els diaques, els lectors, els sacerdots, els bisbes i els exorcistes que de sobte van començar a omplir les presons. Eusebi de Cesarea deixà escrit que el decret produí l'empresonament de tants sacerdots que els criminals ordinaris ja no tenien lloc i van haver de ser alliberats.
Anticipant la celebració del vintè aniversari del seu regnat el 20 de novembre del 303, Dioclecià declarà una amnistia general mitjançant un tercer edicte. Qualsevol membre del clergat podia ser alliberat, sempre que acceptés realitzar un sacrifici als déus pagans. Dioclecià potser volia buscar ser acceptat amb aquesta legislació. També va poder intentar que es fracturés la comunitat cristiana en donar a conèixer l'apostasia del clergat. L'exigència de sacrificar era quelcom inacceptable per a molts dels presoners, tot i que n'hi va haver molts que sí que hi acceptaren. Alguns sacerdots hi accediren voluntàriament i d'altres, sota tortura. Els guardes de les presons desitjaven desempallegar-se dels clergues empresonats. Eusebi, al seu Màrtirs de Palestina, registra el cas d'un home qui, després de ser conduït a un altar, el lligaren de mans i fou obligat a completar una ofrena de sacrifici. Van comunicar-li que el seu acte de sacrifici havia estat reconegut i fou sumàriament alliberat. D'altres hom diu que haurien realitzat sacrificis quan en realitat no havien fet res.
El 304, un quart edicte ordenava que totes les persones, fossin homes, dones o nens, havien de reunir-se en llocs públics i realitzar un sacrifici col·lectiu. Si s'hi negaven, serien executats. No se sap la data precisa de l'edicte, però és possible que fos dictat al gener o al febrer del 304, i fou aplicat als Balcans el març. L'edicte entrà en vigor a Salònica (Grècia) l'abril del 304, i a Palestina poc després. Aquest últim edicte ni tan sols arribà a aplicar-se als dominis de Maximià i Constanci. A Orient, en canvi, va estar vigent fins a la promulgació el 313 de l'edicte de Milà de Constantí i Licini.

### Abdicacions, inestabilitat i tolerància
Dioclecià i Maximià abdicaren l'1 de maig del 305. Constanci i Galeri esdevingueren Augusti i es nomenaren dos nous emperadors: Flavi Sever i Maximí Daia, que van rebre el títol de Cèsars. Segons Lactanci, Galeri manipulà Dioclecià, assegurant-se l'accés d'amics lleials al càrrec imperial. En aquesta «segona tetrarquia», sembla que només els emperadors orientals, Galeri i Maximí, continuaren amb les persecucions. Mentre deixaven el càrrec, Dioclecià i Maximià possiblement varen suposar que el cristianisme estaria agonitzant. Les esglésies estaven destruïdes, els caps i les jerarquies eliminats, i l'exèrcit i l'administració pública havien estat purgats. Eusebi afirma que els apòstates de la fe foren «innombrables» (en grec, μυρίοι). En un principi la nova tetrarquia semblava més vigorosa que l'anterior. Maximí, en particular, era un àvid persecutor. El 306 i 309 publicà els seus propis edictes en què exigia sacrifici universal. Eusebi acusa també Galeri d'insistir en les persecucions.
A Occident, tanmateix, els afers sense acabar de les decisions dinàstiques de Dioclecià amenaçaven d'ensorrar la tetrarquia. Constantí, fill de Constanci, i Maxenci, fill de Maximià, havien estat deixats de banda per la successió de Dioclecià, cosa que va ofendre llurs pares i provocà l'enuig dels fills. Contra la voluntat de Galeri, Constantí succeí el seu pare el 25 de juliol del 306. Immediatament les persecucions acabaren i oferí als cristians la restitució completa de tot allò que havien perdut durant la persecució. Aquesta declaració donà a Constantí l'oportunitat de mostrar-se a si mateix com l'alliberador dels cristians oprimits a l'Imperi. Mentrestant, Maxenci aconseguí el poder a Roma el 306, i també concedí als cristians una gran tolerància. Galeri intentà en dues ocasions destronar Maxenci, però no tingué èxit. Durant la primera campanya contra Maxenci, Sever fou capturat, empresonat i executat.

### La pau de Galeri i l'edicte de Milà
A Orient, la persecució acabà oficialment el 30 d'abril del 311, tot i que a Gaza s'hi produïren martiris fins al 4 de maig. Galeri, al jaç de mort, emeté una proclamació per acabar amb les hostilitats, i atorgà als cristians el dret de practicar llur religió lliurement sota la llei i de reunir-se pacíficament. La persecució havia acabat. Lactanci preserva el text en llatí d'aquell pronunciament, descrivint-lo com un edicte. Eusebi ofereix una traducció al grec, versió que incloïa títols imperials i estava dirigit als administradors provincials, suggerint que la proclamació era, de fet, una carta imperial. El document sembla que es va promulgar només a les províncies de Galeri.
| « | Entre les altres disposicions que sempre prenem pel bé i per l'interès de l'Estat, hem desitjat aquí reparar totes les coses d'acord amb les lleis i la disciplina pública dels romans, i d'assegurar que àdhuc els cristians, que abandonaren les pràctiques de llurs ancestres, tornin al bon seny. En realitat, per algun motiu, aquests cristians foren assetjats per tal autoindulgència i foren posseïts per tal insensatesa, que deixaren de seguir les pràctiques dels antics, costums que llurs propis ancestres possiblement instituïren, i en canvi actuaven com volien, dictaven llurs pròpies lleis per a si mateixos, i es reunien amb persones molt variades en àrees diverses. Quan es promulgà la nostra ordre establint que havien de tornar a les pràctiques dels antics, molts van veure's en perill, i molts fins i tot moriren. Molts d'altres preservaren llur forma de vida, i vàrem veure que ni retien als déus el culte i la veneració que se'ls deu, ni ho feien al déu dels cristians. En virtut de la nostra afable clemència i tradició eterna, per la qual és costum habitual concedir clemència a tothom, hem cregut oportú estendre també a ells com més aviat millor la nostra indulgència, així que els cristians puguin restablir llurs llocs de trobada, amb la condició que no actuïn desordenadament. Mitjançant una altra carta als funcionaris detallarem les condicions que han de respectar. Conseqüentment, d'acord amb la nostra indulgència, hauran de resar al seu déu per la nostra salut i per la seguretat de l'Estat, així que l'Estat es vegi protegit per tots els fronts i ells puguin viure sans i estalvis a casa seva. | » |

Les paraules de Galeri reforcen la base teològica de la tetrarquia per a la persecució; les actes promulgades no feren més que intentar reforçar les pràctiques cíviques i religioses tradicionals, àdhuc tot i que els mateixos decrets eren completament no tradicionals. Galeri no feu res per violar l'esperit de la persecució; els cristians continuaven essent criticats per llur inconformisme i per llurs pràctiques sense seny; i Galeri no va admetre que haguessin fet res equivocat. L'admissió que el déu dels cristians pogués existir es feu fins i tot a contracor. Alguns historiadors de començaments del segle xx afirmaren que l'edicte de Galeri anul·là definitivament l'antiga «fórmula legal» non licet esse Christianos, fent del cristianisme una religió lícita, «al mateix nivell que el judaisme», i assegurant les propietats dels cristians, entre altres coses.
No tots els historiadors foren tan entusiastes. L'historiador eclesiàstic del segle vii Tillemont qualificà l'edicte d'«insignificant»; i, de forma semblant, Timothy Barnes, historiador de final del segle xx, advertia que «la novetat o importància de la mesura [de Galeri] no ha de ser sobreestimada». Barnes assenyala que la legislació de Galeri només atorgà als cristians d'Orient els drets que ja posseïen aquells que vivien a Itàlia i a Àfrica. A la Gàl·lia, Hispània i Britànnia els cristians comptaven amb una quantitat més gran de drets que els que oferí Galeri als cristians d'Orient. D'altres historiadors de final del segle xx com Graeme Clark i David S. Potter defensen que, tot i la cobertura, la proclamació de l'edicte de Galeri és una fita important en les històries del cristianisme i de l'Imperi Romà.
La llei de Galeri no es mantingué en vigor durant molt de temps a l'àrea dominada per Maximí. Set mesos després de la proclamació, Maximí reprengué als seus territoris la persecució, que continuà fins al 313, poc abans de la seva mort. En una trobada entre Licini i Constantí a Milà el febrer del 313, els dos emperadors esbossaren els termes d'una pau universal, que foren publicats pel victoriós Licini a Nicomèdia el 13 de juny del 313. El document es coneix com l'«Edicte de Milà».
| « | Creiem correcte encomanar-li aquestes coses, perquè sàpiga que hem donat als cristians llibertat sense restriccions de culte religiós. Quan vegi que hem estat nosaltres qui els ha concedit aquesta llibertat, sa altesa sabrà que també hem atorgat a altres religions el dret a una observància del seu culte oberta i lliure, pel bé de la pau dels nostres temps, que cadascú tingui l'oportunitat de retre culte com li plagui; aquest reglament es fa perquè no sembli que desmereixem cap dignitat o cap religió. | » |

## Variacions entre regions
L'aplicació dels edictes persecutoris no fou homogènia. Atès que els tetrarques eren si fa no fa sobirans a llurs respectius territoris, cadascun d'ells exercia un gran control sobre la política de persecucions. Als dominis de Constanci (Britànnia i Gàl·lia) la persecució fou molt lleu; als dominis de Maximià (Itàlia, Hispània i Àfrica) els edictes s'hi aplicaren amb fermesa; a Orient, sota Dioclecià (Capadòcia, Síria, Palestina i Egipte) i Galeri (Grècia i els Balcans), s'hi aplicà amb més fervor que a les altres regions i províncies. Pel que fa a les províncies orientals, Peter Davies calculà el nombre total de martiris per a un article de la revista científica The Journal of Theological Studies, i defensa que, tot i basar-se en col·leccions d'actes que estaven incompletes i només parcialment fiables, la persecució fou més severa sota Dioclecià que sota Galeri. L'historiador Simon Corcoran, en un epígraf sobre els orígens dels primers edictes persecutoris, criticà Davies per la seva exagerada confiança en aquests «dubtosos actes de martiri» i no feu cas de les seves conclusions.

### Britànnia i Gàl·lia
Les fonts varien a l'hora de descriure l'extensió de la persecució als dominis de Constanci, tot i que totes la descriuen com 'limitada'. Lactanci argumenta que la destrucció dels edificis eclesiàstics fou allò que més perdé el cristianisme en aquests territoris. Eusebi nega explícitament a la seva Historia Ecclesiastica i a la seva Vida de Constanci que cap església fos destruïda, però sí que inclou la Gàl·lia com una àrea que patí els efectes de la persecució al seu Màrtirs de Palestina. Un grup de bisbes declarà que «la Gàl·lia va estar immune» (immunis est Gallia) de les persecucions durant el govern de Constanci. La mort d'Albà de Verulàmium, el primer màrtir cristià de Britànnia, fou datada en aquella època, però la majoria dels estudiosos l'assignen ara a l'època del regnat de Septimi Sever. El segon, tercer i quart edictes no sembla que fossin executats a Occident, o en tot cas no tingueren prou força. És possible que les polítiques relativament tolerants de Constanci fossin el resultat dels gels interns entre els membres de la tetrarquia; la persecució, al capdavall, havia estat el projecte dels emperadors orientals, no dels occidentals. Després que Constanci succeís el seu pare el 306, instà a la recuperació dels béns que l'Església havia perdut durant la persecució, i legislà la plena llibertat per a tots els cristians als seus dominis.

### Àfrica
Mentre que la persecució sota Constanci fou relativament lleu, no hi ha cap dubte de la força amb què s'exercí als dominis de Maximià. Els seus efectes foren registrats a Roma, Sicília, Hispània i Àfrica; de fet, Maximià encoratjà l'execució estricta dels edictes de manera particular a Àfrica. L'elit política d'Àfrica fou insistent en què la persecució s'acomplís, i els cristians d'Àfrica, sobretot a Numídia, foren igualment insistents en resistir. Per als númids, lliurar les escriptures era un acte d'apostasia terrible. Àfrica, durant molt de temps, havia estat la llar de les «esglésies dels màrtirs» —a Àfrica, els màrtirs posseïen una autoritat religiosa superior al del clergat mateix— i era el territori amb una variant particularment intransigent, fanàtica i legalista del cristianisme. Fou a Àfrica, a la regió occidental, on tingueren lloc la major part dels martiris.
Àfrica produí màrtirs àdhuc durant els anys immediatament anteriors a la Gran Persecució. El 298, Maximilià, un soldat a Tèbessa, havia estat jutjat per negar-se a seguir la disciplina militar; a Mauretània, el 298 també, el soldat Marcel rebutjà el seu sou de l'exèrcit i llençà l'uniforme en públic. Un cop començaren les persecucions, les autoritats públiques desitjaven imposar llur autoritat. Anul·li, un procònsol d'Àfrica, amplià l'edicte en decidir que, a més de la destrucció de les escriptures dels cristians i de les esglésies, el govern havia d'obligar els cristians a fer sacrificis als déus pagans. El governador Valeri Flor implementà la mateixa política a Numídia durant l'estiu i la tardor del 303, quan feu una crida per celebrar el «dia de cremar encens», durant el qual els cristians havien de realitzar sacrificis o sinó serien executats. A més dels ja dits, entre els màrtirs africans també hi ha Saturní i els màrtirs d'Abitínia, un altre grup martiritzat el 12 de febrer del 304 a Cartago, i els màrtirs de Milevis (actualment Mila, Algèria).
La persecució a Àfrica també encoratjà el desenvolupament del donatisme, un moviment cismàtic que prohibia qualsevol compromís amb el govern romà o amb els bisbes traditores (aquells que havien lliurat les escriptures a les autoritats seculars). Un dels moments claus en el trencament de les relacions d'aquesta secta amb la resta de l'Església es produí a Cartago el 304. Els cristians d'Abitínia foren portats a la ciutat i empresonats. Els amics o familiars dels presoners van venir a visitar-los, però una massa de gent local els oposà resistència. El grup de familiars i amics fou assetjat i atacat, i el menjar que havien portat per als empresonats acabà per terra. Aquest grup de gent havia estat enviat per Mensuri, un bisbe de la ciutat, i per Cecilià, el seu diaca, per raons que encara no són clares. El 311, Cecilià fou escollit bisbe de Cartago. Els seus opositors denunciaren que la seva traditio el feia indigne del càrrec i es negaren a seguir la seva autoritat, per la qual cosa es declararen a favor de l'altre candidat, Maxorí. Molts altres à Africa, com els mateixos habitants d'Abitínia, també donaren suport a Maxorí. El successor de Maxorí, Donat, és qui donà el nom al moviment dissident. Quan Constanci es feu càrrec de la província, l'església d'Àfrica es trobava ja profundament dividida. Els donatistes no es reconciliarien amb la resta de l'Església Catòlica fins després del 411.

### Itàlia i Hispània
És possible que Maximià hagués espoliat els béns cristians a Roma amb gran facilitat: els cementiris romans es trobaven a la vista i els centres de reunions cristians eren fàcils de trobar. Els alts càrrecs de l'Església també foren persones prominents. Tanmateix, el bisbe romà, Marcel·lí, no va ser empresonat, i això fa pensar que de fet Maximià no va executar mai l'ordre de detenció de clergues a la ciutat. D'altres afirmen que Marcel·lí fou un traditor. D'altra banda, apareix al depositio episcoporum del segle iv, però no el seu feriale, o calendari de festes, on figuraven tots els predecessors de Marcel·lí des de Fabià. Durant quaranta anys, els donatistes començaren a difondre rumors que Marcel·lí mateix havia estat un traditor, i que àdhuc havia arribat a realitzar sacrificis als déus pagans. Aquesta acusació fou falsejada durant el segle v pel Consell de Sinuessa, a Vita Marcelli del Liber Pontificalis. Aquesta obra afirma que en realitat el bisbe havia apostatat, però es redimí a través del martiri pocs dies després.
Els fets que tingueren comptes després del suposat acte de traditio de Marcel·lí, si és que mai va ocórrer la traditio, no són gens clars. Tanmateix, sembla que va existir un trencament en la successió episcopal. Marcel·lí va morir el 25 d'octubre del 304 i (si hagués apostatat) possiblement fou expulsat de l'Església a començaments del 303, però el seu successor, Marcel, no fou consagrat fins a novembre o desembre del 306. Mentrestant, dues faccions divergien en l'església romana: els cristians que havien obeït els edictes per garantir llur pròpia seguretat, i els rigoristes, que no toleraven cap solució de compromís amb l'autoritat secular. Tots dos grups s'enfrontaren en lluites al carrer i provocaren aldarulls. Marcel, un rigorista, purgà tota menció de Marcel·lí dels registres de l'Església, i n'eliminà el nom de la llista oficial dels bisbes. El mateix Marcel va acabar essent desterrat de la ciutat i va morir a l'exili el 16 de gener del 308.
Maxenci, mentrestant, aprofità la impopularitat de Galeri a Itàlia (Galeri havia introduït els impostos tant per a la ciutat de Roma com per a la província italiana per primer cop en la història de l'Imperi) per autoproclamar-se emperador. El 28 d'octubre del 306, Maxenci va convèncer la Guàrdia Pretoriana que li donés suport en el seu alçament i perquè l'investissin amb el porpra imperial. Poc després de la seva proclamació, Maxenci declarà la fi de la persecució, i la tolerància per a tots els cristians a l'Imperi. Les notícies viatjaren a Àfrica, on en anys posteriors un cristià de Cirta encara podia recordar la data exacta en què «la pau» havia arribat. Tot i això, Maxenci no va permetre la restitució de les propietats confiscades.
El 18 d'abril del 308, Maxenci permeté als cristians la celebració d'una nova elecció per determinar qui seria el proper bisbe de la ciutat, elecció en què el papa Eusebi va guanyar. Eusebi era un papa moderat al capdavant d'una església encara dividida. Heracli, cap de la facció rigorista, s'oposà a la readmissió dels lapsi. Els aldarulls continuaren, i Maxenci envià a l'exili els dos dirigents de les respectives faccions, i va deixar que Eusebi morís a Sicília el 21 d'octubre. El lloc estigué vacant de nou durant gairebé tres anys, fins que Maxenci tornà a permetre unes altres eleccions. Melquíades fou escollit el 2 de juliol del 311, mentre Maxenci es preparava per enfrontar-se a Constantí en batalla. Maxenci, que s'enfrontava en una oposició domèstica cada cop més fort contra el seu govern, finalment acceptà la restitució dels béns cristians. Melquíades envià dos diaques amb cartes de Maxenci al prefecte de Roma, màxima autoritat de la ciutat, responsable de la publicació d'edictes imperials dins la ciutat, per garantir-ne el compliment. Els cristians africans recuperaren les propietats que havien perdut a finals del 312.
Fora de la ciutat de Roma hi ha menys detalls sobre el progrés i els efectes de la persecució a Itàlia. L'Acta Eupli registra el martiri d'Eupli a Catània (Sicília), un cristià que va gosar portar els Sants Evangelis i va negar-se a lliurar-los a les autoritats. Eupli fou arrestat el 29 d'abril del 304, jutjat i martiritzat el 12 d'agost del mateix any. A Hispània el bisbe Osi de Còrdova es declarà, poc després, com a confessor. Després del 305, any en què Dioclecià i Maximià abdicaren i Constanci esdevingué August, no hi hagué més persecucions a l'oest. Eusebi declarà que la persecució va durar «menys de dos anys».
Després d'un breu enfrontament militar, Constantí s'enfrontà i derrotà Maxenci, matant-lo en la batalla de Pont Milvi, als afores de Roma, el 28 d'octubre del 312. Entrà a la ciutat l'endemà, però es negà a participar en la tradicional anada al Capitoli al Temple de Júpiter. L'exèrcit de Constantí havia avançat cap a Roma sota un signe cristià. S'havia convertit, almenys oficialment, en un exèrcit cristià. L'aparent conversió de Constantí també fou visible en altres llocs: els bisbes sopaven a la taula de Constantí, i molts projectes de construcció cristiana començaren poc després de la seva victòria. El 9 de novembre del 312, l'antiga seu de la Guàrdia Imperial fou arrasada per fer lloc a la basílica de Sant Joan del Laterà. Sota el govern de Constantí, el cristianisme arribà a ser l'objectiu principal de patronatge oficial.

### Nicomèdia

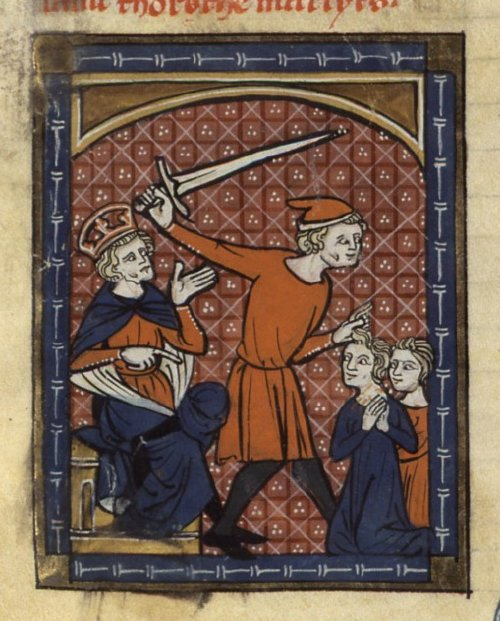
Gravat del martiri de Doroteu de Tir i Gorgoni.

El 23 de febrer del 303 Dioclecià ordenà que la nova església de Nicomèdia fos destruïda. Exigí que es cremessin les escriptures i que es requisés tots els objectes de valor per al tresor imperial. A les acaballes de febrer del 303, un incendi destruí part del palau imperial. Galeri va convèncer Dioclecià que els culpables de l'acte havien estat els cristians, qui havien conspirat juntament amb els eunucs de palau. Va haver-hi una investigació sobre l'esdeveniment, però els responsables no foren trobats mai. Segons Lactanci, Dioclecià i Galeri discutiren sobre la política imperial envers els cristians durant aquell hivern: Dioclecià argumentava que n'hi hauria prou amb prohibir als cristians treballar com a funcionaris o a l'exèrcit per recuperar el favor dels déus, però Galeri volia anar més enllà, i defensava l'extermini; i fou per ell que les execucions continuaren. Els eunucs Doroteu i Gorgoni foren eliminats. Un individu anomenat Pere fou despullat, penjat i fuetejat. Li van posar sal i vinagre sobre les ferides, i se'l va bullir viu de mica en mica. Les execucions continuaren fins al 24 d'abril del 303, quan sis persones, incloent-hi el bisbe Antim, foren decapitats. La persecució s'intensificà: els presbíters i els clergues foren detinguts sense ser acusats de cap crim i condemnats a mort. Un segon incendi va tenir lloc setze dies després del primer i Galeri deixà la ciutat, tot declarant-la insegura. Dioclecià també va deixar-la poc després. Lactanci culpà els aliats de Galeri de provocar l'incendi; Constantí, en una reminiscència posterior, atribuí l'incendi a «un raig del cel».
Lactanci, vivint encara a Nicomèdia, veié els inicis de l'Apocalipsi en la persecució de Dioclecià; tot i que cal aclarir que el mateix Lactanci va veure en el seu ascens al poder la mateixa destrucció. Els escrits de Lactanci durant la persecució presenten tant l'amargor com el triomfalisme cristià. La seva escatologia és directament contrària a les reclamacions tetràrquiques de «renovació». Mentre Dioclecià afirmava que havia començat una nova era de seguretat i pau, Lactanci veia el començament d'una revolució còsmica.

### Palestina i Síria

#### Abans de l'Edicte de tolerància
Palestina és l'única regió on hi hagué un coneixement estés de la persecució, a través dels Màrtirs de Palestina d'Eusebi. Eusebi vivia a Cesarea de Palestina, la capital de la província romana de Palestina, durant la persecució, tot i que també va viatjar a Fenícia i Egipte, i potser a Saudita també. Els comptes d'Eusebi són imperfectes. Es centren en els màrtirs que eren els seus amics personals abans que comencessin les persecucions, i inclou martiris que es van produir a fora de Palestina. La seva cobertura és desigual. No entra en detalls pel que fa al sagnant final de les persecucions, per exemple. Eusebi reconeix alguns dels seus defectes. A l'inici del seu relat sobre la persecució més destacada a la Història Eclesiàstica lamenta que el seu reportatge hagi estat incomplert: «com es podria donar una xifra de la multitud de màrtirs de cada província, en especial els de l'Àfrica i Mauritània, i de Tebaida i Egipte?».
Ja que només el governador tenia el poder legal per fer complir la pena de mort, els cristians més obedients s'haurien enviat a Cesarea per esperar el càstig. El primer màrtir, Procopi el Gran, va ser enviat a Cesarea d'Escitòpolis (Bet-Xean, Israel), on havia estat un Lector i un exorcista. Va ser portat davant el governador el 7 de juny de 303, i li van demanar que fes un sacrifici als déus i que aboqués una libació als emperadors. Procopio el Gran va respondre citant Homer: «que hi hagi molts governants no és una bona cosa; deixeu fer a un governant, un rei». El governador el va decapitar a l'instant.
Els mesos següents hi hagué altres martiris, que s'incrementarien a la primavera següent, quan el nou governador, Urbà, va publicar el quart edicte. Eusebi probablement fa una comptabilitat exhaustiva de tots els executats en el marc del quart edicte. Al·ludeix de passada a altres empresonats amb Tecla, per exemple, tot i que no en diu el nom.

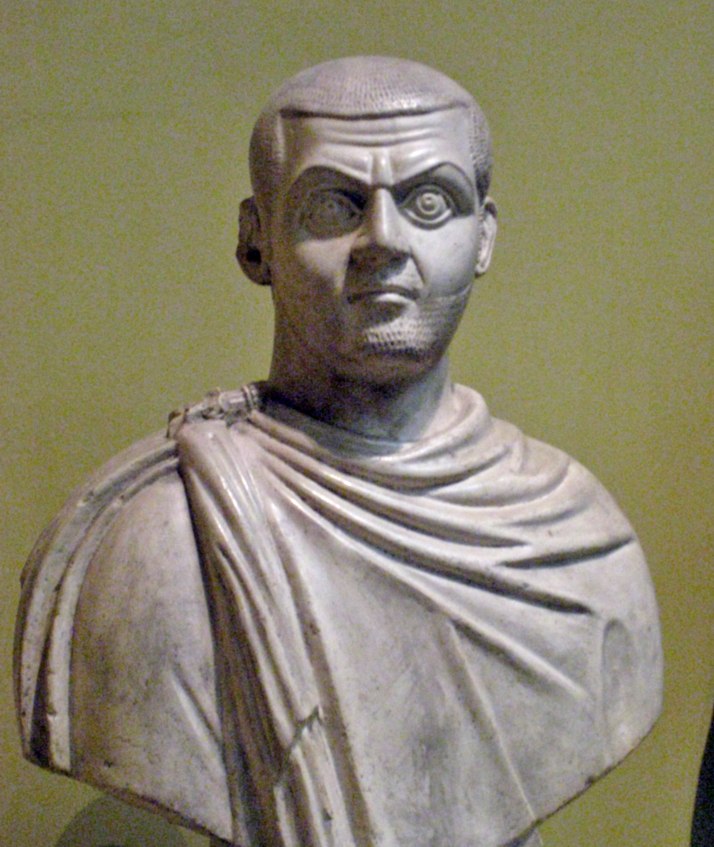
Maximí Daia, Cèsar de Palestina, Síria, i Egipte entre el 305 i el 312

La major part dels comptes d'Eusebi concorden amb els de Maximí Daia. Maximí ocupà el càrrec d'emperador de Nicomèdia l'1 de maig del 305, i de seguida abandonà la ciutat per anar a Cesarea, de pressa, per a oprimir i trepitjar la diòcesi d'Oriens. Al principi, Maximí regeix només Egipte i el Llevant. Emeté el seu propi edicte de la persecució la primavera del 306, ordenant el sacrifici general. L'edicte del 304 havia estat difícil d'aplicar, ja que el govern imperial no tenia constància dels qui vivien a la ciutat sense terres agrícoles. Galeri va solucionar aquest problema el 306 fent un altre cens. Aquest nou cens contenia els noms de tots els caps urbans de les llars i el nombre de persones al seu càrrec. Censos anteriors només havien enumerat persones que pagaven l'impost a la terra, com els propietaris i arrendataris. Fent servir les llistes elaborades per l'administració pública, Maximí va ordenar als seus soldats que diguessin a tots els homes, dones i nens que anessin fins als temples. Allà, després que els membres de la Tribunícia en llegien els noms, eren sacrificats un a un.
En algun moment després de la publicació del primer edicte de Maximí, potser el 307, Maximí va canviar la pena de mort per altres penes. En lloc de rebre la pena de mort, els cristians serien mutilats i condemnats a treballs a les mines de propietat estatal A mesura que les mines d'Egipte s'omplien de treballadors fins a tenir excés de personal, s'enviaren cada vegada més egipcis a les mines de coure de Phaeno, a Palestina i Cilícia de l'Àsia Menor. A Diocaesarea (Seforis, Israel) a la primavera de 308, 97 confessors cristians van ser rebuts per Firmilianus de les mines de pòrfir a Tebaida. Firmilianus va tallar els tendons dels seus peus esquerres, va encegar els ulls drets, i els va enviar a les mines de Palestina  En una altra ocasió, 130 més van rebre el mateix càstig. Alguns van ser enviats a Phaeno, i alguns de Cilícia.
Eusebi caracteritza Urbà com un home que gaudia amb la varietat dels seus càstigs. Un dia, poc després de Pasqua del 307, va ordenar a la verge Teodòsia de Tir (Líban) que es llancés al mar per conversar amb els cristians que assistien a judici i refusaven el sacrifici; i mentrestant enviava a Phaeno els cristians del tribunal. En un sol dia, el 2 de novembre del 307, Urbaà va condemnar a un home anomenat Domnino a ser cremat viu, tres joves a lluitar com si fossin gladiadors, i un sacerdot a estar amb una bèstia. El mateix dia, va ordenar a alguns joves a ser castrats, va enviar tres verges als bordells, i va empresonar altres persones com Pàmfil de Cesarea, un sacerdot, erudit i defensor del teòleg Orígens. Poc després, i per raons desconegudes, Urbà fou desposseït del seu poder, empresonat, jutjat i executat, tot en un sol dia i amb els procediments accelerats. El reemplaçà Firmilià, un soldat veterà i un dels confidents de confiança de Maximí.
Eusebi assenyala que aquest esdeveniment va marcar l'inici d'un alleujament temporal de la persecució. Tot i que Eusebi no assenyala amb precisió la data d'aquest respir, el text dels Màrtirs no registra nous màrtirs palestins entre el 25 de juliol del 308 i el 13 de novembre del 309. El clima polític probablement incidí en la política persecutòria, ja que aquest va ser el període de la conferència de Carnuntum, que es va reunir al novembre de 308. Maximí probablement va dedicar els mesos següents a discutir amb Galeri sobre el seu paper en el govern imperial, i no tingueren temps per als cristians.
A la tardor del 309, Maximí reprengué la persecució mitjançant l'emissió de cartes als governadors de província i els seus prefectes, la més alta autoritat en els procediments judicials després de l'emperador, exigint que els cristians adoptessin els costums pagans. Aquesta seva nova legislació demanava un altre sacrifici general, juntament amb un nou repertori de càstigs. Era una persecució encara més sistemàtica que la primera, que permetia excepcions per als nens o servents. Logistai, que era estrateg (militar) i duumvir (alcalde) va mantenir els registres i es va encarregar que ningú no s'escapés. Maximí va introduir diverses innovacions al procés, convertint-se en l'únic emperador perseguidor que ho ha fet. Aquest edicte exigeix ara vendre menjar als mercats per a poder optar al càstig físic en comptes de ser executat. Maximí va manar que els sentinelles fessin guàrdia a les cases de banys i portes de la ciutat per assegurar que tots els qui anaven al mercat hi feien sacrificis. Va fer còpies del text de les Actes de Pilat de l'Evangeli de Nicodem per fomentar l'odi popular a Crist. Les prostitutes havien de confessar, sota tortura judicial, que havien participat en orgies amb els cristians. Els bisbes van ser reassignats a treballar com a part estable de la guàrdia imperial a cavall o guardians dels camells imperials.
Maximí també va treballar per a fer ressorgir la religió pagana. Va nomenar els grans sacerdots per a cada província que havien d'usar robes blanques i supervisar el culte diari dels déus. Maximí també va exigir restaurar els temples que estaven en mal estat dins del seu domini.
Durant els següents mesos la persecució va arribar a l'extrem. El 13 de desembre del 309 Firmilià va condemnar alguns egipcis detinguts a Ascaló (Israel) que volien anar a visitar els confessors de Cicília. Tres d'ells van ser decapitats; la resta va perdre el peu esquerre i l'ull dret. El 10 de gener de 310, Pere i Asclepi, bisbe de la secta cristiana dualista marcionisme, tots dos d'Anaia, prop de (Bayt Jibrin, Israel), van ser cremats vius. El 16 de febrer, Pàmfil i els seus sis companys foren executats. A la tarda, quatre dels membres de la família de Pàmfil van ser martiritzats per les seves mostres de simpatia pels condemnats. Els últims màrtirs abans de l'Edicte de tolerància de Galeri van ser executats el 5 i 7 de març. Després les execucions es van aturar. Eusebi no explica els motius d'aquest canvi sobtat, però sí que exposa que coincideix amb la substitudió de Firmilianus per Valentinià, un home nomenat en algun moment abans de la mort de Galeri. El nomenament només es pot provar a través de l'epigrafia romana, com les inscripcions en pedra, ja que Eusebi no menciona a Valentinià als seus escrits.

#### Després de l'Edicte de tolerància
Després de la mort de Galeri, Maximí s'apoderà de l'Àsia Menor. Fins i tot després de l'edicte de la tolerància de Galeri del 311, Maximí continuà amb la persecució. El seu nom no figura a la llista dels emperadors que publicà l'edicte, potser per una supressió posterior. Eusebi afirma que Maximí va complir les disposicions de mala gana. Maximí va demanar al seu prefecte pretorià Sabí que escrigués als governadors provincials per a demanar-los que tant ells com els seus subordinats ignoressin «la carta» (l'edicte de Galeri). S'havien d'evitar els abusos sexuals als cristians i pel fet de ser cristians no se'ls podia tractar com als criminals. A diferència de l'edicte de Galeri, però, segons la carta de Maximí no es preveia que els cristians es poguessin reunir ni construir noves esglésies.
Maximí va emetre una ordre la tardor del 311 que prohibia que els cristians es reunissin als cementiris. Després d'emetre aquesta ordre els soldats s'aproparen des de les ambaixades de les ciutats dins del seu domini, exigint-li iniciar una nova persecució general. Lactanci i Eusebi afirmen aque aquestes peticions no eren voluntàries, sinó que el mateix Maximí va ordenar que es fessin. Maximí inicià una persecució dels líders de l'Església abans del final del 311. El began persecuting Church leaders before the end of 311. Pere I d'Alexandria fou decapitat el 26 de novembre del 311. Llucià d'Antioquia fou executat a Nicodèmia el 7 de gener del 312. Segons Eusebi, molts bisbes egipcis van patir la mateixa sort. Segons Lactanci, Maximí va ordenar als confessors que tinguessin «els ulls arrencats, les mans tallades, els peus amputats, el nas o les orelles tallades». Antíoc va preguntar a Maximí si podia prohibir als cristians de viure a la ciutat. Maximí li va respondre animant totes les ciutats a expulsar els cristians. Aquest edicte va ser publicat a Sardis el 6 d'abril del 312, i a Tir el maig o juny. Hi ha tres còpies d'aquest text que es conserven, a Tir i Colbasa, i que són essencialment idèntiques. Per fer front a una denúncia de Lícia i Pamfília sobre les «activitats detestables dels ateus cristians», Maximí va prometre als provincians tot el que demanaven, potser una exempció dels impostos.
Quan Maximí va rebre l'avís que Constantí havia tingut èxit en la seva campanya contra Maxenci, es va emetre un nou comunicat a restaurar les antigues llibertats dels cristians. El text d'aquesta carta, conservat per la Història Eclesiàstica d'Eusebi, suggereix que la iniciativa fou de Maximí tot sol, i no de Constantí o de Lici. Aquest és també l'únic passatge entre les fonts antigues que ofereix una justificació a les accions de Maximí, sense l'hostilitat de Lactanci i Eusebi. Maximí afirma que recolzava a Dioclesià i la primera legislació de Galeri, però quan esdevingué Cèsar s'adonà que abandonar aquestes polítiques podien aportar més força de treball, i va començar a emprar la persuasió sense coerció. Afirma que va resistir la petició de Nicomedi de prohbir que hi hagués cristians a la ciutat, un fet que Eusebi no explica, i que llavors va acceptar les demandes de les diputacions d'altres ciutats seguint el costum imperial. Maximí conclou la seva carta amb una referència a la carta que escrigué després de l'edicte de Galeri, demanant indulgència als seus subordinats. No esmenta les seves primeres cartes amb les quals encoratjà la persecució.
A la primavera del 313, mentre Licini avançava cap a les terres de Maximí, aquest últim va tractar de manera salvatge els seus propis ciutadans, els cristians de manera particularment sagnant. El maig de 313, Maximí va emetre un edicte més de la tolerància, amb l'esperança de persuadir Licini perquè deixés d'avançar i guanyar més suport públic. Per primera vegada, Maximí va emetre una llei que oferia tolerància global i els mitjans perquè fos efectiva. De la mateixa manera que a la seva carta anterior, Maximí només es va disculpar parcialment. Maximí es va autoabsoldre de tenir cap culpa en els fracassos de la seva política, i en culpà els jutges locals i els encarregats de fer-los complir la llei. En el document emmarcà la nova tolerància universal com un mitjà per eliminar tota ambigüitat i extorsió. Maximí després declarà la plena llibertat de la pràctica religiosa, animà els cristians a reconstruir les seves esglésies i es comprometé a restaurar la propietat cristiana perduda a la persecució. L'edicte va canviar poc la relació amb Licini, que va derrotar a Maximí en la batalla de Tziràl·lon o d'Adrianòpolis del 313. L'impotent Maximí es va suïcidar a Tars l'estiu del 313. El 13 de juny, Licini va publicar l'Edicte de Milà a Nicomèdia.

### Egipte
El text Màrtirs de Palestina d'Eusebi només parla d'Egipte de passada. Quan Eusebi parla de la regió escriu que hi havia deu, vint i fins i tot centenars de cristians condemnats a mort en un sol dia, el que sembla indicar que Egipte fou la regió que més va patir les persecucions. D'acord amb un informe que Barnes considera «versemblant, si no verificable», 660 cristians van ser assassinats a Alexandria només entre els anys 303 i 311. A Egipte, Pere I d'Alexandria va fugir de la seva ciutat també anomenada Alexandria al principi de la persecució, deixant l'Església sense líder. Meleci de Licòpolis, bisbe de Licòpolis (Assiut), va assumir la tasca. Meleci va fer ordenacions sense el permís de Pere, cosa que va provocar que alguns bisbes es queixessin a Pere. Meleci aviat va obviar l'autoritat de Pere i va ampliar el seu espai d'actuació a Alexandria. Segons Epifani I de Constància, l'Església es va dividir en dues seccions, per una banda l'Església Catòlica de Pere, i quan aquest fou assassinat d'Alexandre d'Alexandria; i per l'altra l'Església dels Màrtirs, liderada per Meleci. Quan els dos grups es trobaren empresonats conjuntament a Alexandria durant la persecució, Pere I d'Alexandria va fer una cortina al centre de la seva cel·la i va dirː «Els qui vegin les coses com jo que vinguin al meu costat, i els de l'opinió de Melici que es quedin amb ell». Dividides, les dues seccions continuaren amb els seus afers, ignorant l'existència dels altres. El cisma va continuar creixent durant la persecució, fins i tot amb els seus líders a la presó, i va persistir després de la mort de tots dos. L'any 325 Egipte tenia 51 bisbats, 15 d'ells coneguts també com a seus de l'Església cismàtica.

## Llegat
La persecució de Dioclecià no aconseguí l'objectiu que perseguia. Tal com ha manifestat un historiador modern, «massa lleu i massa tardana». Els cristians no foren mai assassinats sistemàticament arreu de l'imperi, i l'evasió cristiana contínuament treia eficàcia als nous edictes. Alguns cristians van escapar per un tecnicismeː «Per evitar assassinats a la cort, li va donar el poder al seu germà, perquè ho fes en lloc seu». Molts simplement van fugir. Eusebi, a la seva Vita Constantini, va declarar que «una vegada més els camps i els boscos reben adoradors de Déu». Els teòlegs contemporanis consideren que aquest comportament no era pecaminós. Lactanci va sostenir que Crist mateix havia encoratjat, i el bisbe Pere I d'Alexandria va citar Mateu 10:23 («Quan us persegueixin en aquesta ciutat, fugiu a una altra».) en suport d'aquesta estratègia.
La multitud pagana era més comprensiva amb els sofriments dels cristians del que havien estat en el passat Lactanci, Eusebi i Constantí van fer un escrit rebutjant els excessos dels perseguidors. Constantí «se'n va cansar i estava disgustat amb les crueltats comeses». La fortalesa dels màrtirs en el moment de la mort s'havia guanyat el respecte a la fe en el passat, tot i que va generar poques conversions. La idea de martiri, però, va acompanyar als cristians que eren jutjats i empresonats, endurint llur fe. Acompanyat amb la promesa de la vida eterna, el martiri tenia cert atractiu per al creixent segment de la població pagana que estava, en paraules de Dodds, «enamorada de la mort». Per utilitzar la famosa frase de Tertulià, la sang dels màrtirs és la llavor de l'Església.
Cap al 324, Constantí, el cristià convers, va governar l'imperi sencer tot sol. El cristianisme va esdevenir el major beneficiari de la generositat imperial. Els perseguidors havien estat derrotats. Tal com ha escrit l'historiador J. Liebeschuetz: «El resultat final de la Gran Persecució va proporcionar un testimoni de la veritat del cristianisme, que no podria haver prosperat de cap altra manera». Després de Constantí, la cristianització de l'Imperi Romà continuarà a bon ritme. Amb Teodosi I el Gran (378-395), el cristianisme va esdevenir la religió de l'estat Al segle cinquè, el cristianisme era la fe predominant de l'Imperi, i aconseguí el mateix paper que el paganisme tenia a finals del segle tercer A causa de la persecució, però, es van dividir les comunitats cristianes entre les que havien arribat a acords amb les autoritats imperials i les que s'hi havien negat. A l'Àfrica, els donatistes, que van protestar per l'elecció del suposat traïdor Cecilià al bisbat de Cartago, van continuar resistint-se a l'autoritat de l'Església central fins al 411 Els Melitians també van deixar l'església egípcia dividida.

## Historiografia
A les generacions següents tant els cristians com els pagans recordarien Dioclesià com «l'encarnació de la ferocitat irracional», en paraules del teòleg Henry Chadwick. Per als cristians medievals, Dioclecià va ser el més repugnants de tots els emperadors romans. Des del segle iv endavant, els cristians descriuran la «gran» persecució del regnat de Dioclecià com un bany de sang. El Liber Pontificalis, una col·lecció de biografies dels papes, indica que en trenta dies hi hagué 17.000 màrtirs. Al segle iv els cristians van iniciar el «culte als màrtirs» en homenatge als caiguts. Els hagiògrafs retraten una persecució molt més extensa que la que indiquen altres fonts, i hi ha cristians que escriuen sobre els fets que exageren. Alguns fan començar l'Era dels Màrtirs al principi del mandat de l'emperador Dioclecià el 284, en comptes del 303, que va ser quan en realitat van començar les persecucions. També s'inventen un gran nombre de màrtirs, exageren alguns fets i expliquen amb detalls miraculosos els veritables martiris. Sobre les actes dels màrtirs supervivents, només els d'Agnès de Roma, Sant Sebastià màrtir, Fèlix i Adaucte, i Marcel·lí i Pere de Roma són versemblants històricament. Aquestes narracions tradicionals van ser posades en qüestió per primera vegada durant la Il·lustració per Henry Dodwell, Voltaire, i sobretot Edward Gibbon.
A l'últim capítol del primer volum de la seva The History of the Decline and Fall of the Roman Empire (1776), Gibbon afirma que els cristians exageraven molt les persecucions que van patir.
| « | Quan l'Església havia triomfat sobre tots els seus enemics, l'interès dels captius a mostrar la seva vanitat els va portar a magnificar el mèrit dels seus respectius patiments. Una distància dels fets en l'espai i en el temps provocava invencions, i de manera freqüent es deia que les ferides dels màrtirs s'havien curat a l'instant, que la força s'havia renovat, i que els membres perduts s'havien restaurat miraculosament. Aquestes descripcions servien per eliminar totes les dificultats i silenciar les objeccions. Les llegendes més extravagants, com que conduïen a l'honor de l'Església, eren aplaudides per la multitud incrèdula, tolerades pel poder del clergat, i incloses en la història eclesiàstica malgrat la manca d'evidències. | » |

 A través d'aquesta descripció, Gibbon dona per suposat que l'Església primitiva incidia en les virtuts romanes tradicionals i, per tant, deteriora la salut de la societat civil. Quan Gibbon escrigué una història que reduí la xifra els màrtirs fou percebut com un intent de menystenir l'Església i negar la història sagrada. Va ser atacat pel seu presumpte menyspreu a la religió. L'historiador clàssic contemporani Richard Porson critica la descripció de Gibbon indicant que «la seva humanitat mai no dormia, llevat quan les dones són violades o els cristians perseguits».
Historiadors posteriors, no obstant això, van encara més enllà que Gibson. Per exemple, l'historiador marxista G.E.M. de Ste. Croix escrigué el 1954 que «l'anomenada Gran Persecució ha estat exagerada per la tradició cristiana fins a tal punt que ni Gibbon va saber veure totalment» El 1972, l'eclesiàstic i historiador protestant Hermann Dörries s'avergonyia d'admetre als seus col·legues que tenia més simpatia pels cristians que no pas pels seus perseguidors. William Hugh Clifford Frend apunta que entre 3.000 i 3.500 cristians van ser assassinats en la persecució. Tot i que el nombre verificable de màrtirs ha caigut, alguns escriptors moderns són menys escèptics que Gibbon en la gravetat de la persecució. L'autor Stephen Williams va escriure el 1985 que «fins i tot tenint en compte un marge d'invenció, el que en queda és prou terrible. A diferència de Gibbon, vivim en una època que ha experimentat coses semblants, i coneix la poca fiabilitat del somriure civilitzat d'incredulitat davant aquests informes. Les coses poden ser, han estat, gairebé tant dolentes com les nostres pitjors imaginacions».

### Antics
- Arnobi el vell, Adversus Nationes, 295-300. Transcrit aːKnight, Kevin; Bryce; Hamilton; Hugh Campbell. Alexander Roberts, James Donaldson, i A. Cleveland Coxe. Ante-Nicene Fathers. 6.  Nova York: Christian Literature Publishing Co, 1886 (Buffalo).
- Dessau, Hermann. Inscriptiones Latinae Selectae.  BiblioBazaar, 2009. ISBN 978-1-113-02793-1.
- Eusebi de Caesarea, Historia Ecclesiastica, escrit entre els anys 300 i 325. Transcrit a Eusebi,. The History of the Church from Christ to Constantine.  Penguin Books Limited, 1989. ISBN 978-0-14-190430-6.
- Eusebi de Caesarea, De Martyribus Palestinae. Transcrit a Schaff, Philip. Nicene and Post-nicene Fathers: Second Series: Eusebi: Church History, Life of Constantine the Great, Oration in Praise of Constantine.  Cosimo, Inc., 1 juny 2007. ISBN 978-1-60206-508-6. i també a Eusebi; Eusebi (bp. of Caesarea.) History of the martyrs in Palestine ... discovered in a very antient Syriac manuscript, ed. and tr.by W. Cureton.  Williams and Norgate, 1861.[Enllaç no actiu]
- Eusebi de Caesarea, Vita Constantini, 336-339. Transcrit a Schaff, Philip. Nicene and Post-nicene Fathers: Second Series: Eusebi: Church History, Life of Constantine the Great, Oration in Praise of Constantine.  Cosimo, Inc., 1 juny 2007. ISBN 978-1-60206-508-6.
- Lactanci, Divinae Institutiones, 303-311. Transcrit a Knight, Kevin; Bryce; Hamilton; Hugh Campbell. Alexander Roberts, James Donaldson, i A. Cleveland Coxe. The Divine Institutes Ante-Nicene Fathers. 6.  Nova York: Christian Literature Publishing Co, 1886 (Buffalo).
- Lactanci, De Ira Dei, 313. Transcrit a Knight, Kevin; Bryce; Hamilton; Hugh Campbell. Alexander Roberts, James Donaldson, i A. Cleveland Coxe. Ante-Nicene Fathers. 7.  Nova York: Christian Literature Publishing Co, 1886 (Buffalo).
- Lactanci, Liber De Mortibus Persecutorum, 313-15. Transcrit a Knight, Kevin; Bryce; Hamilton; Hugh Campbell. Alexander Roberts, James Donaldson, i A. Cleveland Coxe. Ante-Nicene Fathers. 7.  Nova York: Christian Literature Publishing Co, 1886 (Buffalo).
- Musurillo, Herbert. The acts of the Christian martyrs.  Clarendon Press, 1972.
- Optat, Contra Parmenianum Donatistam, 366-367. Transcrit a Saint Optat (Bp. of Milevis.). The Work of St. Optat, Bishop of Milevis, Against the Donatists.  Longmans, Green, 1917. i a Pearse, Roger. , 2006.[Enllaç no actiu]
- Porfiri, Fragments. Transcrit a  Brauunsberg, David, and Roger Pearse. Selected Fathers of the Church, 2006. Arxivat 2009-03-01 a Wayback Machine.
- Tertulià, Apologeticus, 197. Transcrit a Thelwall, S. Alexander Roberts, James Donaldson, i A. Cleveland Coxe. Apology Ante-Nicene Fathers. 3.  Nova York: Christian Literature Publishing Co, 1886 (Buffalo).
- Maureen A. Tilley. Donatist Martyr Stories: The Church in Conflict in Roman North Africa.  Liverpool University Press, 1 gener 1996. ISBN 978-0-85323-931-4.

### Moderns
- Barnes, Timothy D. «Legislation Against the Christians». A: Journal of Roman Studies (en anglès). 58, 1968, p. 32-50.
- Barnes, Timothy D. «Sossianus Hierocles and the Antecedents of the "Great Persecution"». A: Journal of Roman Studies (en anglès). 80, 1976, p. 239-252.
- Barnes, Timothy D. Constantine and Eusebi (en anglès).  Cambridge: Harvard University Press, 1981. ISBN 978-0-674-16531-1.
- Barnes, Timothy D. The New Empire of Diocletian and Constantine (en anglès).  Cambridge: Harvard University Press, 1982. ISBN 0-7837-2221-4.
- Barnes, Timothy D. Athanasius and Constantius: Theology and Politics in the Constantinian Empire (en anglès). 39.  Cambridge: Harvard University Press, 1993.
- Barnes, Timothy D. «Scholarship or Propaganda? Poprphyry Against the Christians and its Historical Setting». A: Bulletin of the Institute of Classical Studies (en anglès). 39, 1994, p. 53-65.
- Barnes, Timothy D. «Review: Constantine and the Bishops: The Politics of Intolerance». A: Phoenix (en anglès). 54, 2000, p. 381-383.
- Barnes, Timothy D. «Monotheists All?». A: Phoenix (en anglès). 55, 2001, p. 142-162.
- Barnes, Norman H. «Two Notes on the Great Persecution.». A: The Classical Quarterly (en anglès). 18, 1924, p. 189-194.
- Beatrice, Pier Franco. Antistes Philosophiae. Ein Christenfeindlicher Propagandist am Hofe Diokletians nach dem Zeugnis des Laktanz. (en alemany). 33, 1993, p. 1-47 (Aug).
- Castelli, Elizabeth A. Martyrdom and Memory: Early Christian Culture Making (en anglès).  Nova York: Columbia University Press, 2004.
- Chadwick, Henry. The Church in Ancient Society: From Galilee to Gregory the Great (en anglès).  Nova York: Oxford University Press, 2001.
- Clarke, Graeme. «Third-Century Christianity». A: Alan Bowman, Averil Cameron, and Peter Garnsey. The Cambridge Ancient History (en anglès). XII.  Nova York: Cambridge University Press, 2005, p. 589-671 (The Crisis of Empire). ISBN 0-521-30199-8.
- Corcoran, Simon. The Empire of the Tetrarchs, Imperial Pronouncements and Government AD 284-324.  Oxford: Clarendon Press, 1996. ISBN 0-19-814984-0.
- Corcoran, Simon. «Before Constantine». A: Noel Lenski. The Cambridge Companion to the Age of Constantine.  Nova York: Cambridge University Press, 2006, p. 35-58. ISBN 0-521-81838-9.
- Curran, John. Pagan City and Christian Capital: Rome in the Fourth Century.  Oxford: Clarendon Press, 2000. ISBN 0-19-815278-7.
- Davies, P. S.. «The Origin and Purpose of the Persecution of AD 303». A: Journal of Theological Studies. 40, 1989, p. 66-94.
- Digeser, Elizabeth DePalma. The Making of a Christian Empire: Lactanci and Rome.  Ithaca: Cornell University Press, 2000. ISBN 0-8014-3594-3.
- Dodds, E.R.. Pagan and Christian in an Age of Anxiety: Some Aspects of Religious Experience from Marcus Aurelius to Constantine.  Nova York: Norton, 1970.
- Drake, H.A.. Constantine and the Bishops: The Politics of Intolerance.  Baltimore: Johns Hopkins University Press, 2000. ISBN 0-8018-6218-3.
- Edwards, Mark. «Christianity, A.D. 70-192.». A: Alan Bowman, Averil Cameron, and Peter Garnsey. The Cambridge Ancient History, Volume XII: The Crisis of Empire.  Nova York: Cambridge University Press, 2005, p. 573-588. ISBN 0-521-30199-8.
- Elliott, T. G.. The Christianity of Constantine the Great.  Scranton: University of Scranton Press, 1996. ISBN 0-940866-59-5.
- Frend, William H. C.. Martyrdom and persecution in the early church: a study of a conflict from the Maccabees to Donatus.  U.K.: Nova York University Press, 1967. ISBN 0-227-17229-9.
- Frend, W.H.C.. «Prelude to the Great Persecution: The Propaganda War.». A: Journal of Ecclesiastical History. 38, 1987, p. 1-18.
- Frend, W.H.C.. «Persecutions: Genesis and Legacy.». A: Margaret M. Mitchell i Frances M. Young. The Cambridge History of Christianity. I.  Nova York: Cambridge University Press, 2006, p. 503-523 (Origins to Constantine). ISBN 978-0-521-81239-9.
- Gaddis, Michael. There Is No Crime for Those Who Have Christ: Religious Violence in the Christian Roman Empire.  Berkeley, Los Angeles, i Londres: University of California Press, 2005. ISBN 0-520-24104-5.
- Gibbon, Edward. David Womersley. History of the Decline and Fall of the Roman Empire. I.  Londres: Penguin Classics, 1995. ISBN 978-0-14-043393-7.
- Helgeland, John. «Christians and the Roman Army A.D. 173-337». A: Church History. 43, 1974, p. 149-163, 200.
- Hopkins, Keith. «Christian Number and Its Implications». A: Journal of Early Christian Studies. 6, 1998, p. 185-226.
- Jones, A.H.M.. The Later Roman Empire, 284–602: A Social, Economic and Administrative Survey.  Oxford: Basil Blackwell, 1964.
- Keresztes, Paul. «From the Great Persecution To the Peace of Galerius». A: Vigiliae Christianae. 37, 1983, p. 379-399.
- Knipfing, J.R.. «The Edict of Galerius (311 A.D.)». A: Revue Belge de Philologie et d'Histoire. 1, 1922, p. 693-705.
- Lane Fox, Robin. Pagans and Christians.  Nova York: Alfred A. Knopf, 1986. ISBN 0-394-55495-7.
- Lane Fox, Robin. The Classical World: An Epic History of Greece and Rome.  Toronto: Penguin, 2006.
- Leadbetter, William. «From Constantine to Theodosius (and Beyond)». A: Philip Francis Esler. The Early Christian World.  Londres: Routledge, 2004, p. 258-292. ISBN 978-0-415-16496-2.
- Liebeschuetz, J. H. W. G.. Continuity and Change in Roman Religion.  Oxford: Oxford University Press, 1979. ISBN 0-19-814822-4.
- Löhr, Winrich. «Some Observations on Karl-Heinz Schwarte's 'Diokletians Christengesetz». A: Vigiliae Christianae. 56, 2002, p. 75-95.
- MacMullen, Ramsay. Christianizing the Roman Empire.  New Haven: Yale University Press, 1977. ISBN 0-300-03642-6.
- Millar, Fergus. The Roman Near East, 31 B.C.-A.D. 337.  Cambridge: Harvard University Press, 1993. ISBN 0-674-77885-5.
- Mitchell, Stephen. «Maximinus and the Christians in A.D. 312: A New Latin Inscription». A: Journal of Roman Studies. 78, 1988, p. 105-124.̈
- Navarro-Valls, Rafael; Rafael Palomino. Estado y religión: textos para una reflexión crítica.  Editorial Ariel, 2003, p. 39. ISBN 978-84-344-3238-3.
- Nicholson, Oliver. «Flight from Persecution as Imitation of Christ: Lactanci' Divine Institutes IV. 18, 1-2». A: Journal of Theological Studies. 40, 1989, p. 48-65.
- Odahl, Charles Matson. Constantine and the Christian Empire.  Nova York: Routledge, 2004. ISBN 0-415-17485-6.
- Potter, David S. The Roman Empire at Bay: AD 180-395.  Nova York: Routledge, 2005. ISBN 0-415-10057-7.
- Rees, Roger. Diocletian and the Tetrarchy.  Edimburg: Edinburgh University Press, 2004. ISBN 0-7486-1661-6.
- Rives, J.B.. «The Decree of Decius and the Religion of the Empire». A: Journal of Roman Studies. 89, 1999, p. 135-154.
- de Sainte-Croix, G.E.M.. «Aspects of the Great Persecution». A: Harvard Theological Review. 47, 1954, p. 75-113.
- de Sainte-Croix, G.E.M.. «Why Were the Early Christians Persecuted?». A: Past & Present. 26, 1963, p. 6-38.
- Schott, Jeremy M. «Porphyry on Christians and Others: "Barbarian Wisdom," Identity Politics, and Anti-Christian Polemics on the Eve of the Great Persecution». A: Journal of Early Christian Studies. 13, 2005, p. 277-314.
- Schott, Jeremy M. Christianity, Empire, and the Making of Religion in Late Antiquity.  Philadelphia: University of Philadelphia Press, 2008. ISBN 978-0-8122-4092-4.
- Sherwin-White, A.N.. «The Early Persecutions and Roman Law Again». A: Journal of Theological Studies. 3, 1952, p. 199-213.
- Tilley, Maureen A. The Bible in Christian North Africa: The Donatist World.  Minneapolis: Fortress Press, 1997. ISBN 0-8006-2880-2.
- Tilley, Maureen A. «North Africa». A: Margaret M. Mitchell i Frances M. Young. The Cambridge History of Christianity, Volume I: Origins to Constantine.  Nova York: Cambridge University Press, 2006, p. 381-396. ISBN 978-0-521-81239.
- Trompf, G.W.. Early Christian Historiography: Narratives of redistributive justice.  Nova York: Continuum, 2000. ISBN 0-8264-5294-9.
- Walter, Christopher. The Warrior Saints in Byzantine Art and Tradition.  Ashgate Publishing, 2003. ISBN 1-84014-694-X.
- Williams, Stephen. Diocletian and the Roman Recovery.  Nova York: Routledge, 1997. ISBN 0-415-91827-8.
- Woods, David. «Two Notes on the Great Persecution». A: Journal of Theological Studies. 43, 1992, p. 128-134.
- Woods, David. «'Veturius' and the Beginning of the Diocletianic Persecution». A: Mnemosyne. 54, 2001, p. 587-591.